# 26. Juli
Der 26. Juli ist der 207. Tag des gregorianischen Kalenders (der 208. in Schaltjahren); somit bleiben noch 158 Tage bis zum Jahresende.

## Ereignisse

### Politik und Weltgeschehen
- 0615: K’inich Janaab Pakal I. wird mit zwölf Jahren als Herrscher der Maya-Stadt Palenque inthronisiert. Damit beginnt eine rege Bautätigkeit in der Stadt.
- 0657: Die Schlacht von Siffin am Euphrat in Syrien zwischen Kalif ʿAlī ibn Abī Tālib und Muawiya, dem umayyadischen Statthalter von Syrien, beginnt. Sie endet drei Tage später ohne Entscheidung.

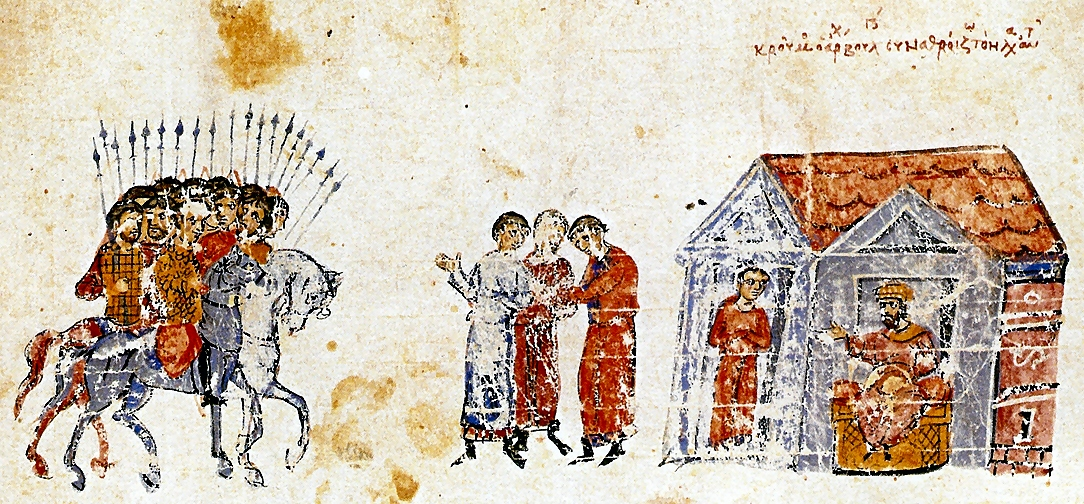
811: Khan Krum sammelt seine Leute zum Kampf

- 0811: In der Schlacht am Warbiza-Pass fügen die Bulgaren unter ihrem Khan Krum dem Byzantinischen Reich eine der schwersten Niederlagen seiner Geschichte zu. Der Kaiser Nikephoros I. wird in der Schlacht getötet. In der Folge dringen die Bulgaren bis Konstantinopel vor.
- 0920: Das von König Ordoño II. entsandte christliche Heer unterliegt in der Schlacht von Valdejunquera den aus dem Emirat Al-Andalus eingefallenen Mauren, die damit ihren Raubzug in das Königreich Asturien-León fortsetzen können.
- 1184: Beim Erfurter Latrinensturz stürzen 60 Anwesende, darunter viele Adelige, in den Tod, als sie durch den morschen Boden in die darunter liegende Latrine fallen.
- 1343: In Florenz bricht ein Aufstand gegen den die Stadt diktatorisch regierenden Herzog von Athen, Walter VI. von Brienne, aus. Die Bürger verlangen die Abdankung und belagern seinen Palast.

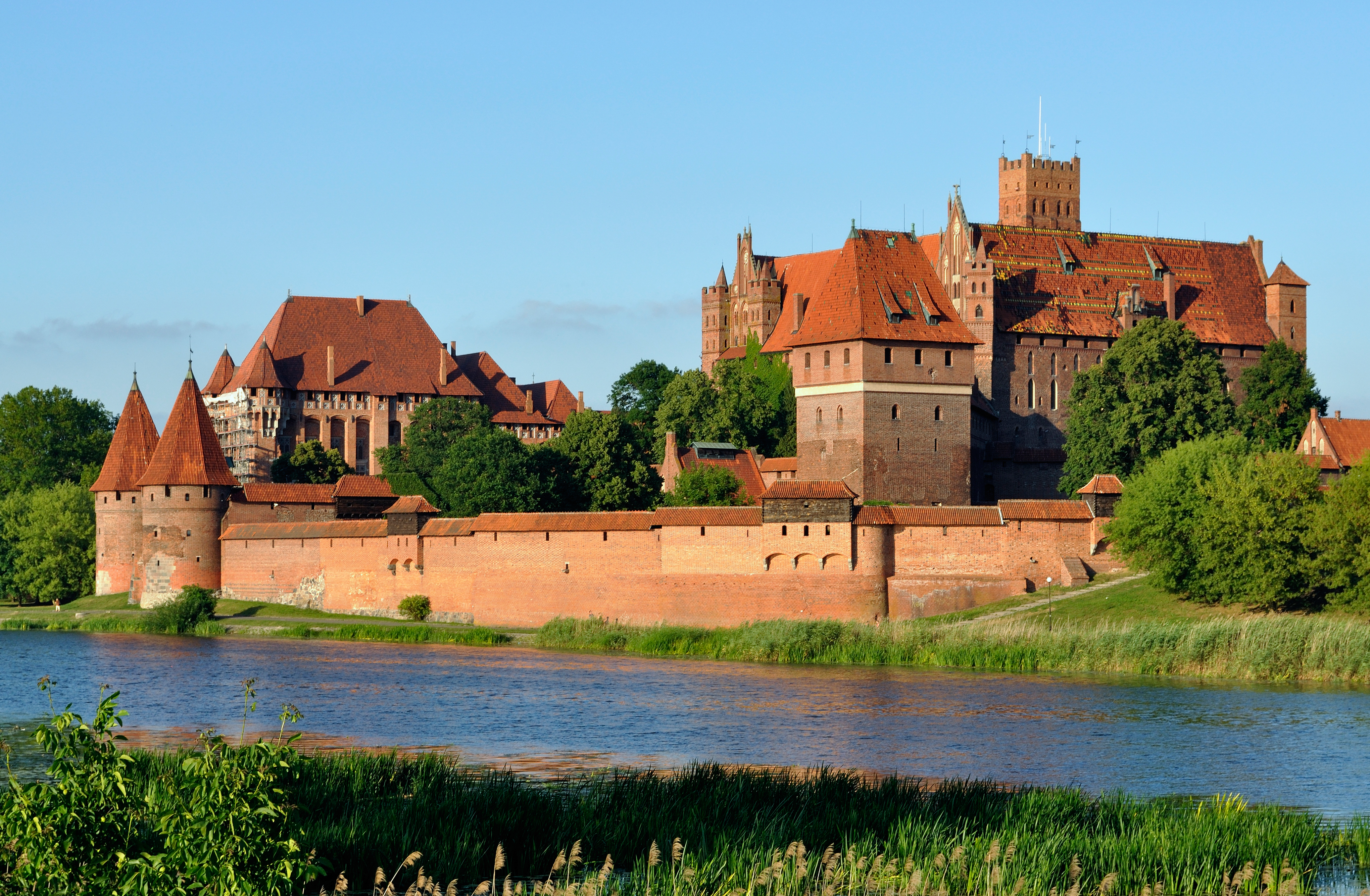
1410: Die Marienburg

- 1410: Das in der Schlacht bei Tannenberg siegreiche polnisch-litauische Heer beginnt, die Marienburg des Deutschen Ordens zu belagern.
- 1469: In der Schlacht von Edgecote Moor wird der englische König Eduard IV. in der Zeit der Rosenkriege von seinem Bruder George Plantagenet, 1. Duke of Clarence besiegt und gefangen genommen. Der Sieger wird in der Schlacht von Richard Neville, 16. Earl of Warwick unterstützt.

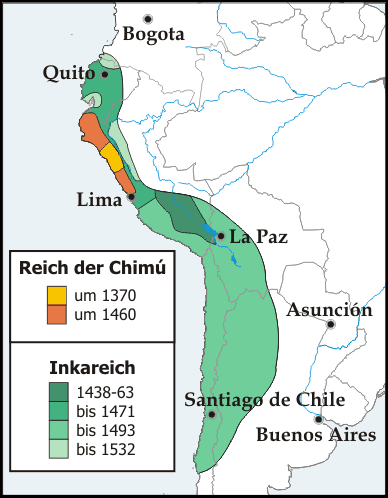
1529: Inkareich

- 1529: Spanische Eroberung Perus: Karl I. von Spanien erlaubt Francisco Pizarro einen Feldzug gegen das Inkareich und ernennt ihn zum Generalkapitän und künftigen Vizekönig von Peru.
- 1572: Die Schlacht bei Molodi zwischen russischen Truppen und Krimtataren beginnt. Sie dauert bis zum 2. August.
- 1581: Mit dem Plakkaat van Verlatinghe erklären die Niederlande ihre Unabhängigkeit von Spanien.
- 1634: Kaiserliche Truppen erobern im Dreißigjährigen Krieg das am 14. November 1633 von der Armee Bernhard von Sachsen-Weimars eingenommene Regensburg zurück.
- 1703: Beim Bayrischen Rummel vertreibt die Landbevölkerung Tirols mit einem Sieg an der Pontlatzer Brücke den bayerischen Kurfürsten Maximilian II. Emanuel aus Nordtirol und verhindert damit auch den geplanten Marsch der mit Frankreich verbündeten bayerischen Armee auf Wien während des Spanischen Erbfolgekrieges.

1757: Schlacht bei Hastenbeck

- 1757: Im Siebenjährigen Krieg besiegen französische Truppen unter Louis-Charles-César Le Tellier, duc d’Estrées Truppen des mit Großbritannien in Personalunion verbundenen Kurfürstentums Braunschweig-Lüneburg unter dem Befehl von William Augustus, Duke of Cumberland in der Schlacht bei Hastenbeck.
- 1758: Die Briten erobern die französische Festung Louisbourg und führen damit eine Vorentscheidung im Franzosen- und Indianerkrieg herbei.
- 1773: In Brasilien entdeckt José Pinto Fonseca im Rio Araguaia die Ilha do Bananal, die weltweit zweitgrößte Binneninsel.
- 1775: Benjamin Franklin wird vom amerikanischen Kontinentalkongress zum Generalpostmeister bestimmt und soll das Postwesen der 13 englischen Kolonien organisieren.
- 1788: Mit der Ratifizierung der Verfassung wird New York elfter Bundesstaat der Vereinigten Staaten.
- 1793: Im Frankreich der Revolutionszeit wird das Horten von Lebensmitteln, mit dem die Bevölkerung dem Geldwertverlust der Assignaten entgegenwirken will, von den Jakobinern gesetzlich verboten.
- 1814: Schweden beginnt die Kampfhandlungen zur Eroberung Norwegens, das ihm im Kieler Frieden zugesprochen wurde.

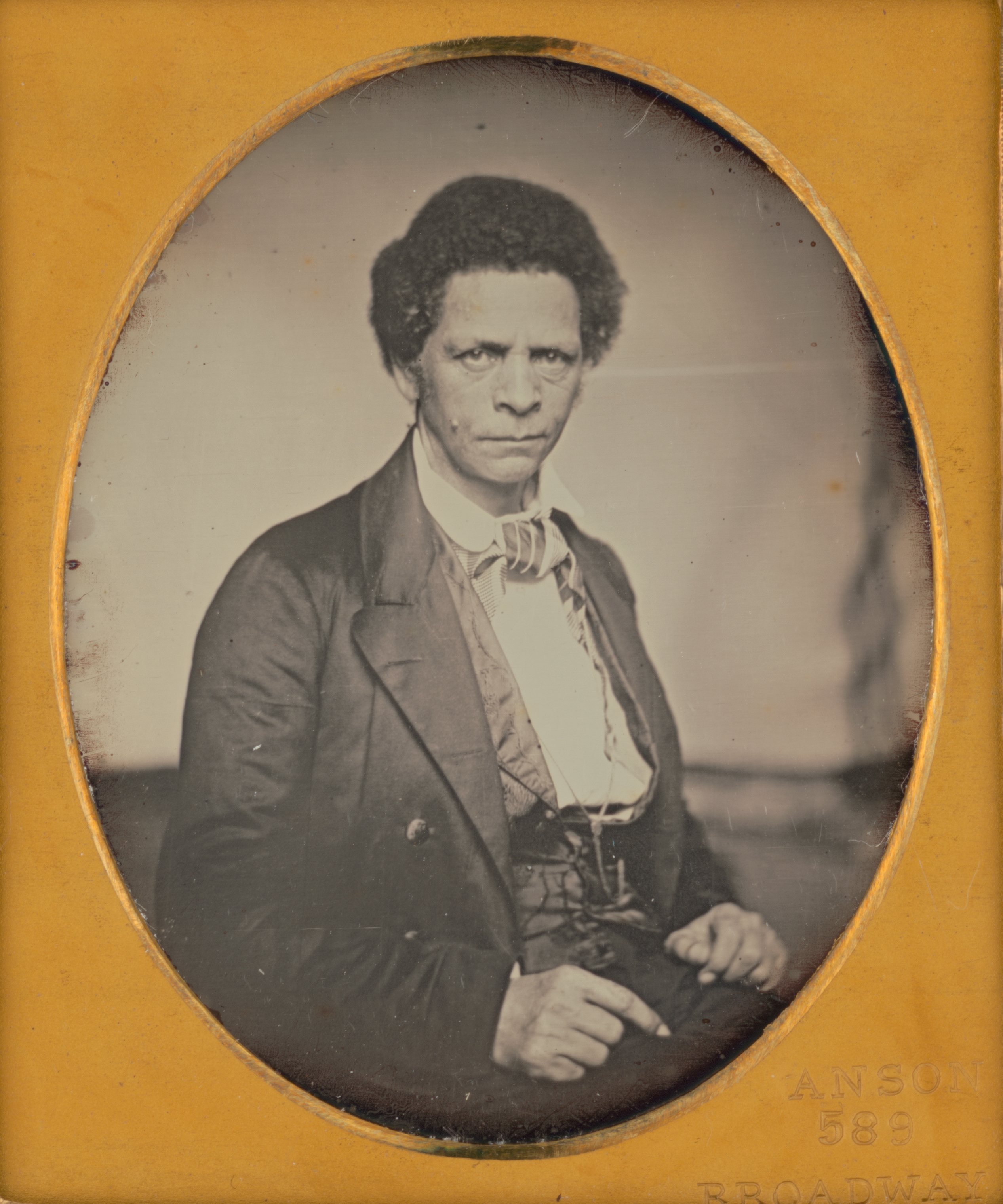
1847: Joseph Jenkins Roberts

- 1847: Die von der American Colonization Society gegründete Kolonie Liberia erklärt ihre Unabhängigkeit; Joseph Jenkins Roberts wird erster Präsident des neuen Staates.
- 1866: Preußen und Österreich schließen den Vorfrieden von Nikolsburg zur Beendigung des Deutschen Krieges. Die dabei ausgehandelten Friedenspräliminarien werden im Prager Frieden weitestgehend bestätigt.
- 1872: Der Abriss einer illegalen Barackensiedlung vor dem Frankfurter Tor trägt zu einer Ausweitung der Berliner Blumenstraßenkrawalle bei.

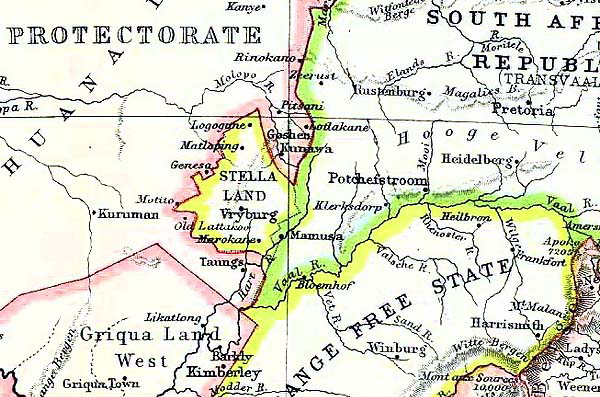
1882: Stellaland

- 1882: Die Burenrepublik Stellaland in Südafrika wird an der Grenze zum britischen Protektorat Betschuanaland gegründet.
- 1897: Paschtunische Stammeskrieger greifen in einem größeren Aufstand die britischen Außenposten in der Provinz Malakand (heute Pakistan) an.
- 1908: Das Justizministerium der Vereinigten Staaten richtet das Bureau of Investigation ein, aus dem das FBI hervorgeht.
- 1941: Die USA und Großbritannien verhängen ein Öl-Embargo gegen Japan als Reaktion auf dessen Aggression in China und Französisch-Indochina. Die wirtschaftlichen Folgen sind für Japan gravierend und tragen zum Kriegsentschluss des Kaiserreiches bei.
- 1941: Ein italienischer Angriff auf den Hafen von Valletta auf Malta mittels Kleinkampfverbänden scheitert unter großen Verlusten.
- 1945: In der Potsdamer Erklärung formulieren US-Präsident Harry S. Truman, Premierminister Winston Churchill und der telegraphisch zustimmende chinesische Präsident Chiang Kai-shek zehn Tage nach dem erfolgreichen Atombombentest der USA Bedingungen für die Kapitulation Japans. Tokio weist die über Rundfunk verbreitete und auf Flugblättern über Japan abgeworfene Deklaration umgehend zurück.
- 1945: Der britische Premierminister Winston Churchill gibt nach der verlorenen Unterhauswahl seinen Rücktritt bekannt.
- 1947: In den USA tritt der National Security Act in Kraft. Darin sind die Gründung des Verteidigungsministeriums, der Air Force und der CIA vorgesehen.

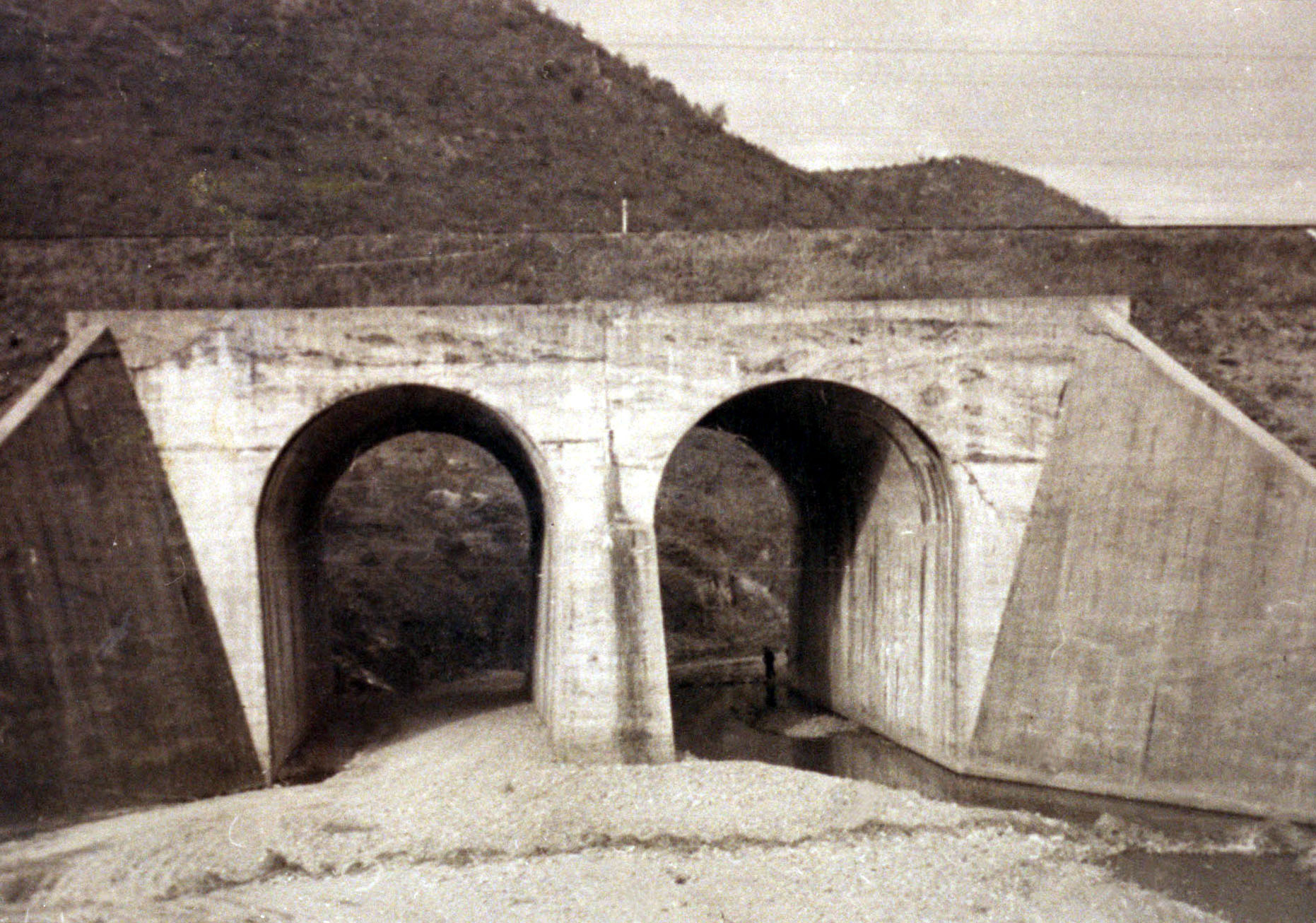
1950 Nogeun-ri-Eisenbahnbrücke

- 1950: Beim Massaker von Nogeun-ri im Koreakrieg sterben hunderte koreanische Flüchtlinge, die vom US-amerikanischen Militär beschossen werden.
- 1953: Auf Kuba unternimmt eine Guerillatruppe unter der Führung des Rechtsanwalts Fidel Castro einen (fehlgeschlagenen) Angriff auf die Moncada-Kaserne von Santiago de Cuba. Damit beginnt die Kubanische Revolution (siehe Bewegung des 26. Juli).
- 1955: In Ost-Berlin verkündet der sowjetische Parteichef Nikita Chruschtschow die Zwei-Staaten-Theorie. Danach seien auf dem Gebiet des Deutschen Reiches nach dem Zweiten Weltkrieg zwei souveräne Staaten entstanden. Die Deutschlandpolitik der Sowjetunion ändert sich unter diesem Aspekt.
- 1956: Ägypten verstaatlicht den Sueskanal, zwölf Jahre vor Ablauf der Konzession für die Kanalgesellschaft. Dies führt zur Sueskrise.
- 1957: Der Verleger und Mexiko-Emigrant Walter Janka wird in der DDR wegen „konterrevolutionärer Verschwörung“ zu fünf Jahren Zuchthaus mit verschärfter Einzelhaft verurteilt.

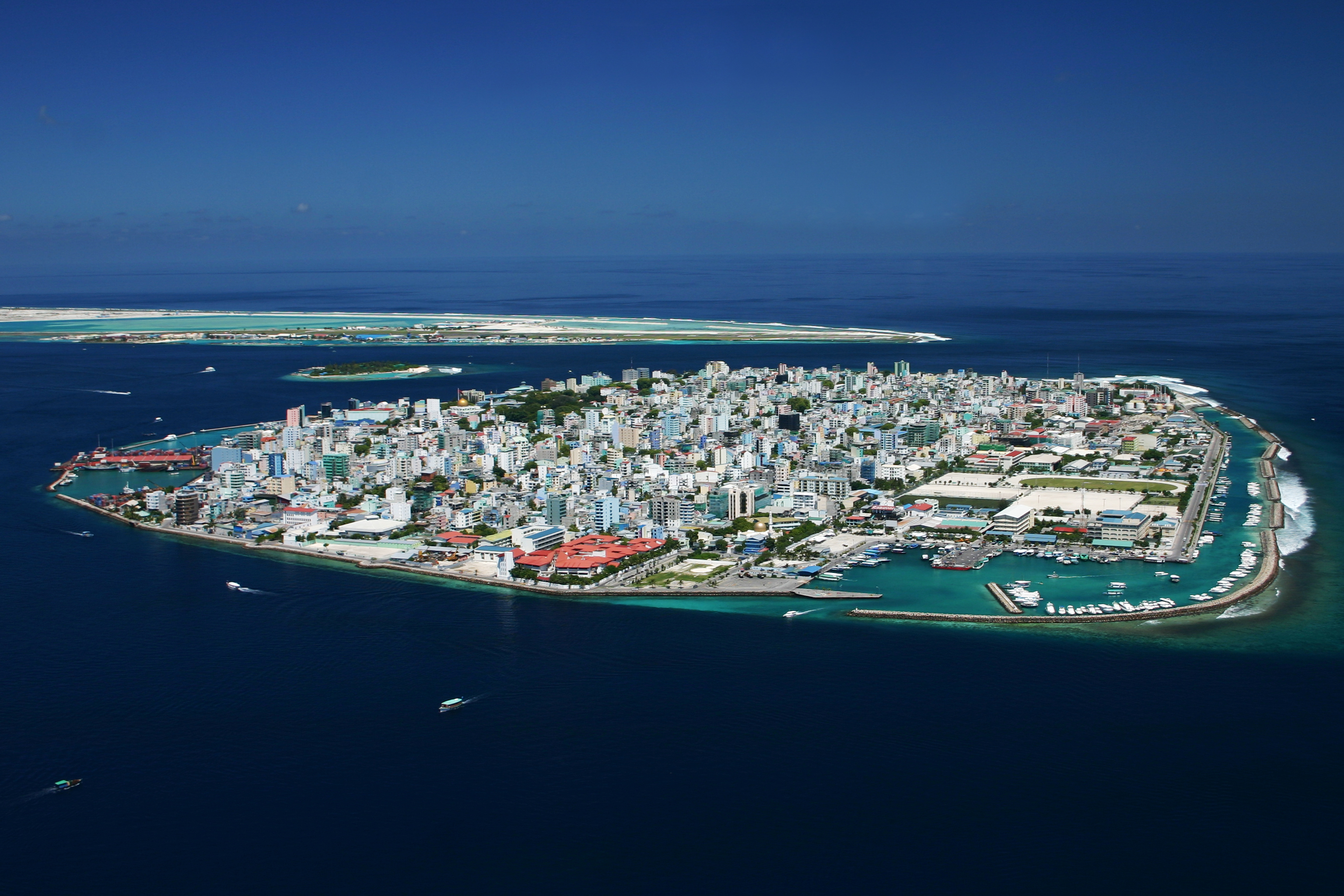
1965: Malé, Hauptstadt der Malediven

- 1965: Die Malediven erhalten ihre volle Unabhängigkeit von Großbritannien und werden Mitglied des Commonwealth of Nations.
- 1994: Lennart Meri, Estland, und Boris Jelzin, Russland, unterzeichnen in Moskau das Abkommen über den Abzug der russischen Truppen aus Estland.
- 1994: Hessen löst als erstes deutsches Bundesland Ozonalarm aus.
- 1998: In Kambodscha finden die ersten freien Wahlen seit der zweiten Unabhängigkeit 1998 statt.
- 2006: In Rom beginnt die Libanon-Konferenz zur Beilegung des Libanonkriegs. Es fehlen auf ihr die direkten Konfliktparteien Israel, Hisbollah und Hamas sowie das benachbarte Syrien.
- 2016: Islamistischer Terroristischer Anschlag in Saint-Étienne-du-Rouvray mit Ermordung eines Priesters.
- 2016: In Nigeria wird die Normalschienenverbindung Abuja-Kaduna in Betrieb genommen. Dies ist der erste bedeutende Schienenausbau des Landes seit über 80 Jahren.[1]

### Wirtschaft
- 1957: Durch das Bundesbankgesetz wird die Deutsche Bundesbank eingerichtet.
- 1994: Mit dem Zweiten Finanzmarktförderungsgesetz beschließt der Deutsche Bundestag unter anderem die Errichtung des Bundesaufsichtsamtes für den Wertpapierhandel und die Aufnahme eines Straftatbestandes für Insiderhandel in das Strafgesetzbuch.

### Wissenschaft und Technik

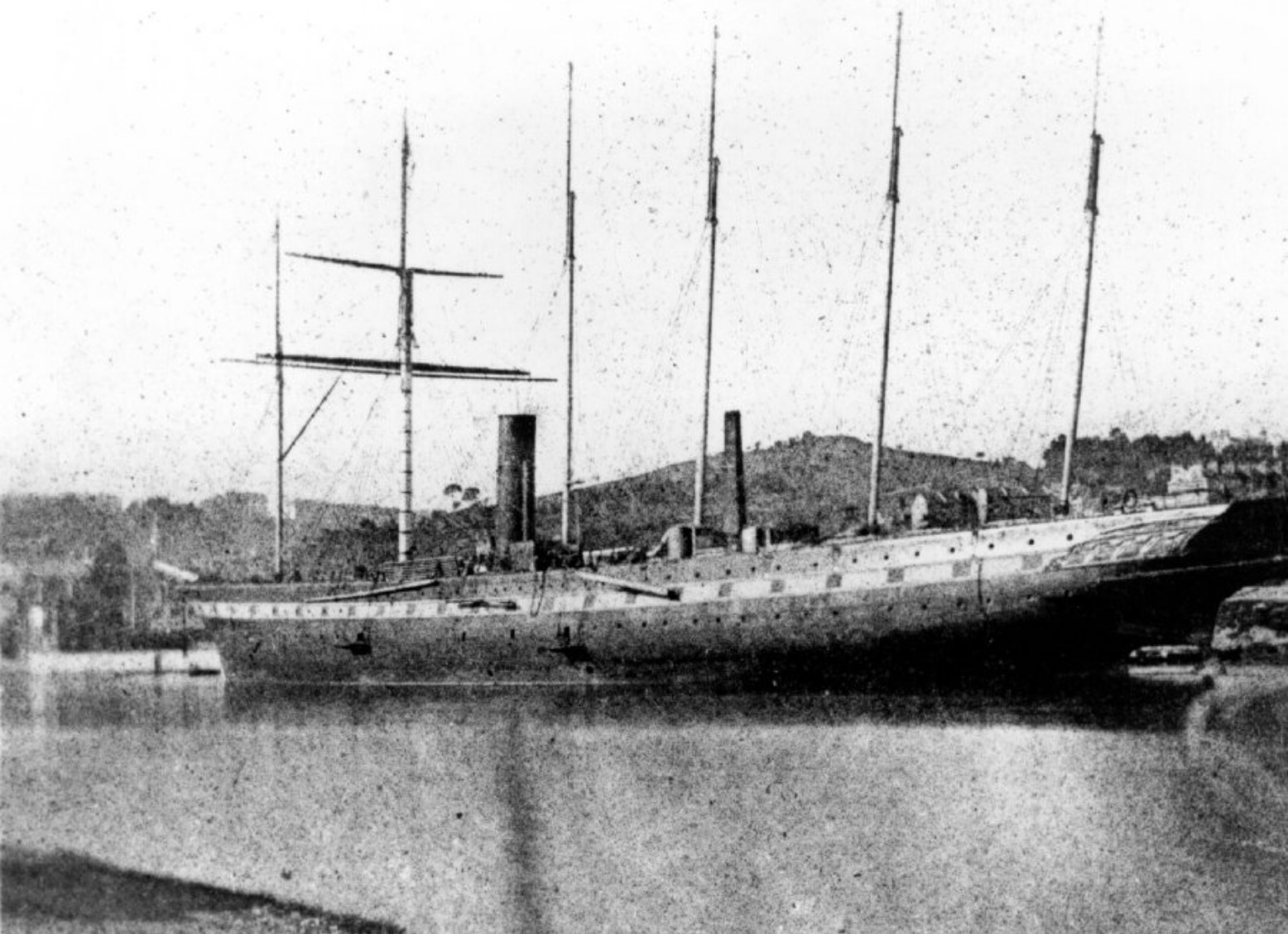
1845: Dampfschiff Great Britain

- 1845: In Liverpool startet die von Isambard Kingdom Brunel konstruierte Great Britain zu ihrer Jungfernfahrt nach New York City. Mit ihr überquert das erste Dampfschiff mit Propellerantrieb den Atlantischen Ozean. Die rund vierzehntägige Reisezeit für eine Atlantiküberquerung wurde zuvor nicht erreicht.
- 1887: Zuerst auf Russisch veröffentlicht Ludwik Lejzer Zamenhof unter dem Pseudonym Doktoro Esperanto das Lehrbuch über seine „Internationale Sprache“. Weitere Broschüren in anderen Sprachen folgen rasch. Das Pseudonym bleibt als Name der Sprache haften: Esperanto.
- 1910: Der Eisenbahntunnel unter dem Detroit River wird eröffnet und verbindet Detroit im US-Bundesstaat Michigan mit der Stadt Windsor in der kanadischen Provinz Ontario.
- 1971: Vom Kennedy Space Center aus startet Apollo 15 mit den Astronauten David Randolph Scott, James Irwin und Alfred Worden zum Mond.

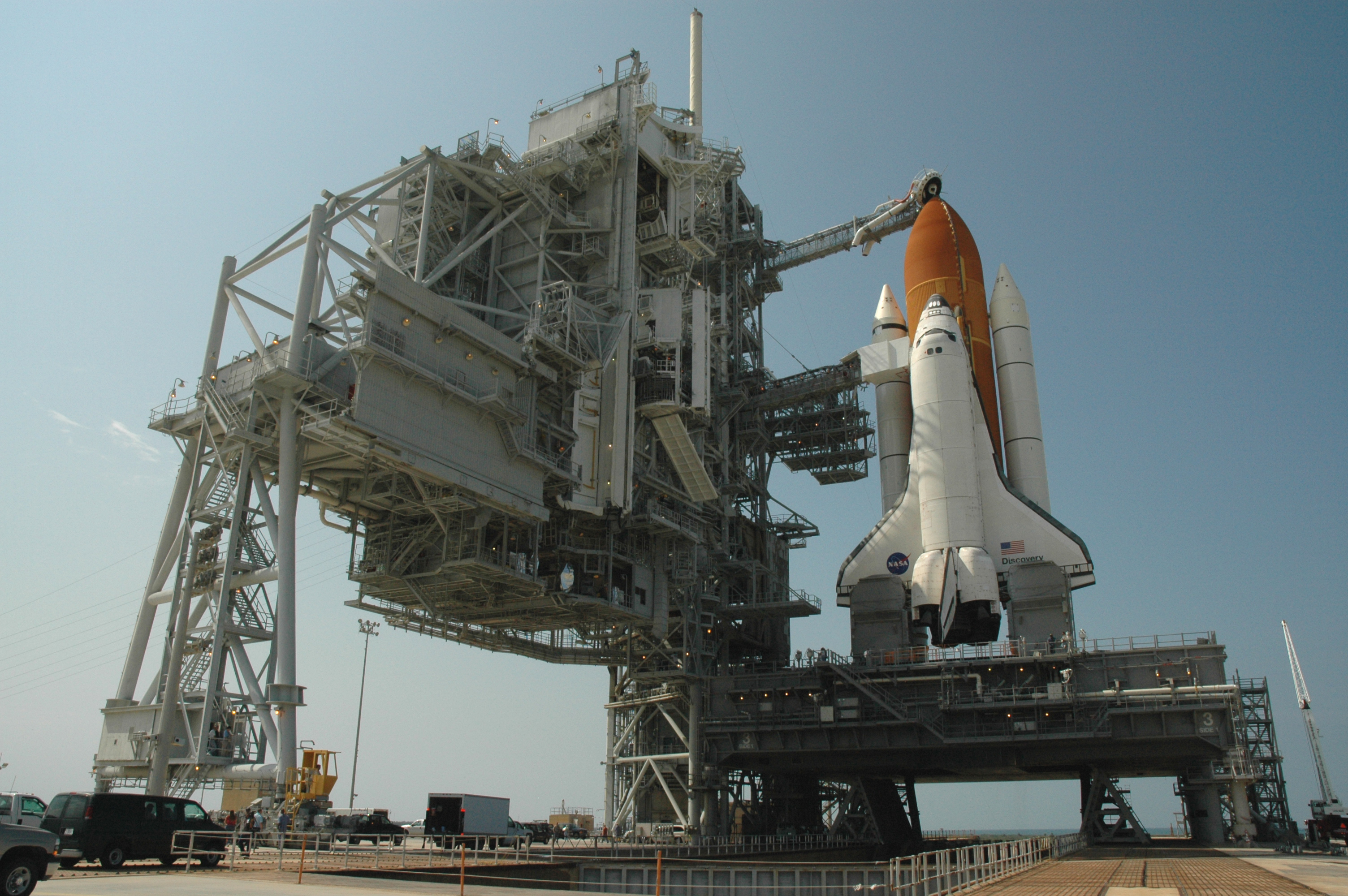
2005: Discovery vor dem Start

- 2005: Erstmals startet zweieinhalb Jahre nach dem Columbia-Unglück mit der Mission STS-114 der Discovery wieder ein bemanntes Space Shuttle in den Weltraum.

### Kultur
- 1656: Der Maler Rembrandt van Rijn erklärt seine Zahlungsunfähigkeit.
- 1709: Die Uraufführung der Oper Desiderius, König der Langobarden von Reinhard Keiser findet am Theater am Gänsemarkt in Hamburg statt.
- 1710: Das Schäferspiel Aurora von Reinhard Keiser wird am Theater am Gänsemarkt in Hamburg uraufgeführt.
- 1755: Der Schriftsteller und Abenteurer Giacomo Casanova wird im Dogenpalast in Venedig inhaftiert. Fünfzehn Monate später gelingt ihm die spektakuläre Flucht aus den Bleikammern.
- 1773: Die Uraufführung der Oper L’infedeltà delusa (Die vereitelte Untreue) von Joseph Haydn trägt sich in Esterház zu.
- 1830: Die Uraufführung der Oper Les Trois Cathérine von Adolphe Adam geschieht am Théâtre des Nouveautés in Paris.

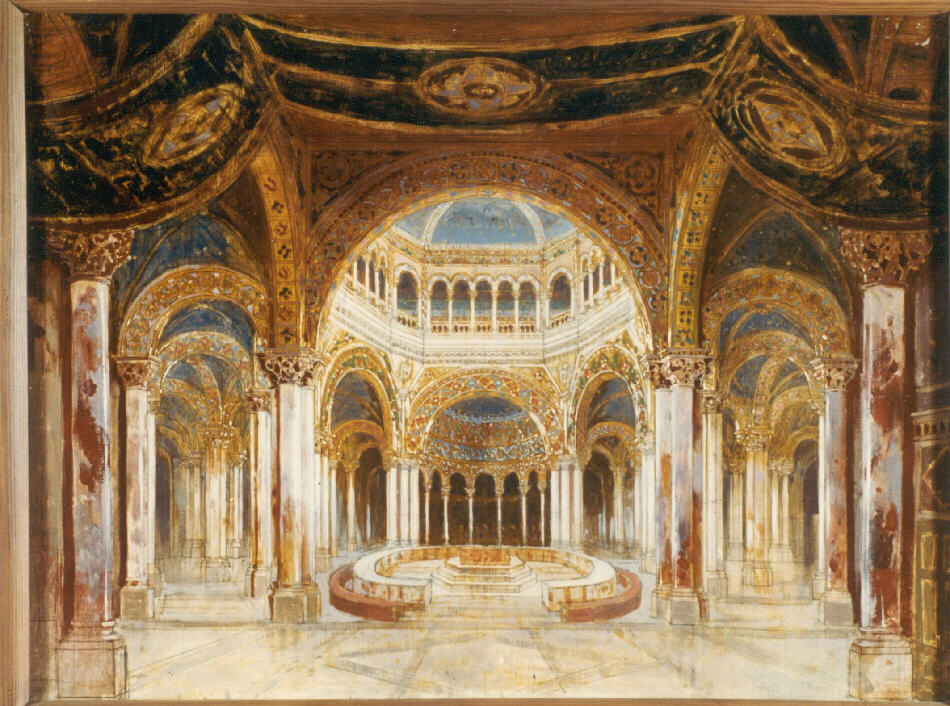
1882: Der Gralstempel, Bühnenbild der Uraufführung

- 1882: Das letzte musikdramatische Werk von Richard Wagner, das „Bühnenweihfestspiel“ Parsifal hat mit Erfolg seine Uraufführung am Bayreuther Festspielhaus. Dirigent ist Hermann Levi. Das Bühnenbild stammt von Paul von Joukowsky.
- 1899: Beim Sommertheater Venedig in Wien erfolgt die Uraufführung der Operette Die Landstreicher von Carl Michael Ziehrer. Das Libretto stammt von Leopold Krenn und Karl Lindau.
- 1960: Mit einer Aufführung des Rosenkavaliers von Richard Strauss unter Leitung von Herbert von Karajan wird in Salzburg das Neue Festspielhaus eröffnet.
- 1986: Das fünfte Anti-WAAhnsinns-Festival in Burglengenfeld zur Unterstützung der Proteste gegen die Wiederaufarbeitungsanlage Wackersdorf wird eröffnet. Mit 100.000 Besuchern und Besucherinnen an zwei Tagen wird es zum bis dahin größten Rockkonzert in Deutschland.

### Gesellschaft

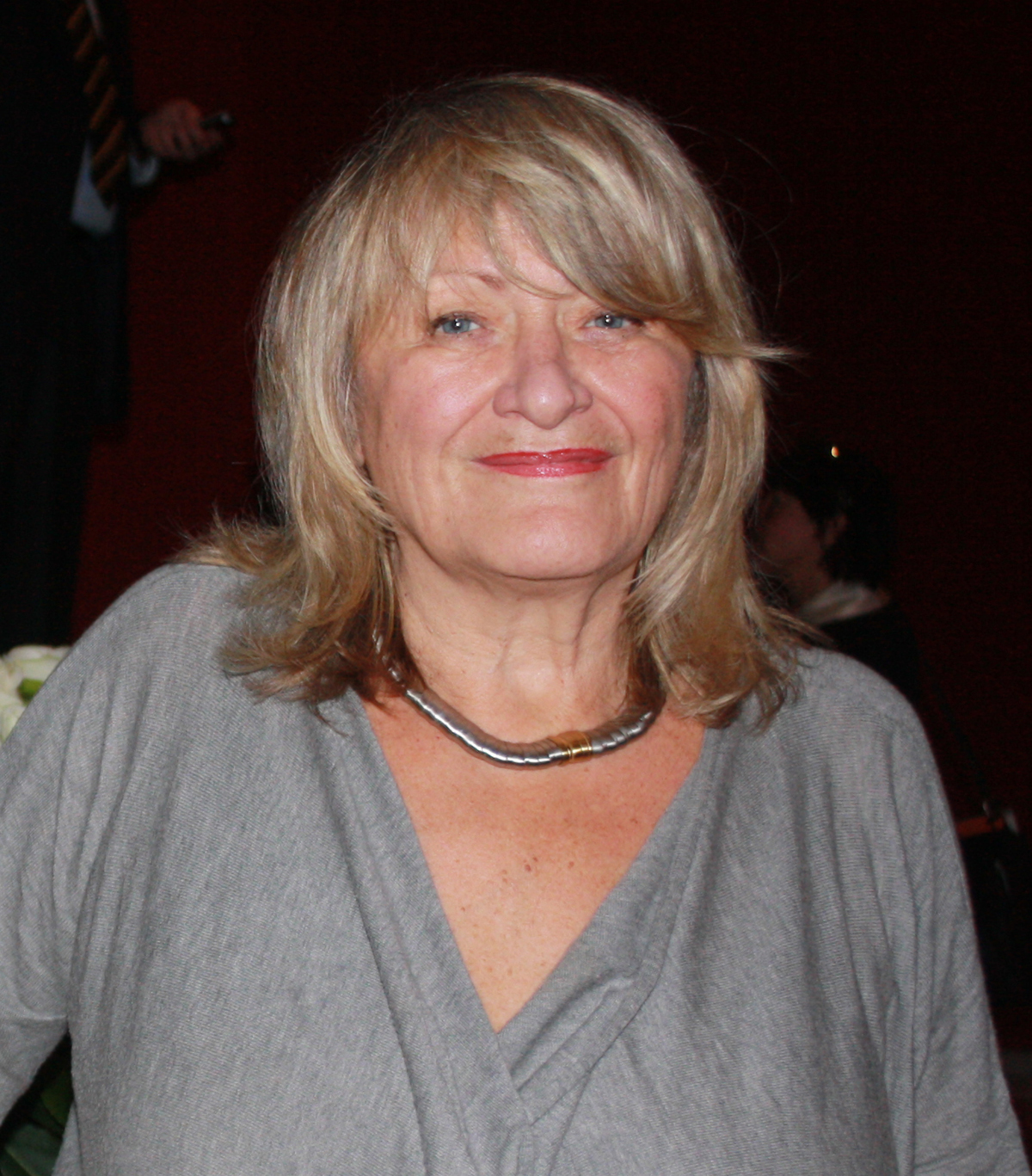
1978: Alice Schwarzer

- 1978: Das Landgericht Hamburg weist die Sexismus-Klage von Alice Schwarzer gegen den Gruner + Jahr-Verlag und den Chefredakteur des Stern Henri Nannen ab.
- 1998: Im steiermärkischen Lassing wird der verschüttete Bergmann Georg Hainzl 9 Tage nach dem Grubenunglück von Lassing lebend geborgen.
- 2005: Aktion Tagwerk veranstaltet erstmals in Baden-Württemberg die Kampagne „Dein Tag für Afrika“.13.500 Schülerinnen und Schüler von 81 Schulen bringen sich mit ein und unterstützen so ihre Altersgenossen in Afrika.

### Religion

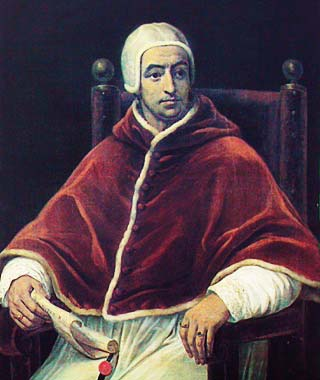
1417: Benedikt XIII.

- 1417: Das Konzil von Konstanz setzt den Gegenpapst Benedikt XIII. ab und exkommuniziert ihn. Dieser beharrt dessen ungeachtet auf seinem Amt und zieht sich auf die Festung Peñíscola zurück.
- 1429: Gegenpapst Clemens VIII. erklärt in Aragonien vor seinen Kardinälen und dem Gesandten des römischen Papstes Martin V. seinen Rücktritt vom Papstamt und fordert sie auf, Martin V. zum Papst zu wählen. Damit endet auch formal das Abendländische Schisma endgültig.
- 1755: Papst Benedikt XIV. gibt mit der Enzyklika Allatae sunt die erste kompakte Ostkirchenenzyklika heraus.
- 2000: In Rom wird mit 40-jähriger Verspätung das dritte Geheimnis von Fátima veröffentlicht.

### Katastrophen
- 1805: Ein Mittelitalien von Neapel bis Campobasso heimsuchendes Erdbeben fordert nach Schätzungen über 26.000 Tote.
- 1956: Die Andrea Doria versinkt nach der Kollision vom Vortag vor New York.
- 1963: Bei einem Erdbeben der Stärke 6,0 in Skopje, Jugoslawien, kommen etwa 1100 Menschen ums Leben.

Kleinere Unglücksfälle sind in den Unterartikeln von Katastrophe und in der Liste von Katastrophen aufgeführt.

### Sport
- 1969: Der Österreichring wird im steiermärkischen Spielberg mit einem Tourenwagenrennen eingeweiht. Auf der neuen Formel-1-tauglichen Rennstrecke werden in den Folgejahren unter anderem die Wettbewerbe um den Großen Preis von Österreich ausgetragen.

Einträge von Leichtathletik-Weltrekorden befinden sich unter der jeweiligen Disziplin unter Leichtathletik.
Einträge zu Fußballweltmeisterschaftsspielen finden sich in den Unterseiten von Fußball-Weltmeisterschaft. Das Gleiche gilt für Fußball-Europameisterschaften.

## Geboren

### Vor dem 18. Jahrhundert
- 1016: Kasimir I. Karl, Herzog von Polen
- 1271: Zhao Youqin, chinesischer Astronom, Alchemist, Daoist und Mathematiker
- 1400: Isabel le Despenser, 5. Baroness Burghersh, englische Adelige
- 1439: Siegmund, Herzog von Bayern-München
- 1469: Ferdinand II., König von Neapel
- 1502: Christian Egenolff, deutscher Buchdrucker
- 1514: Wiguleus Hund, bayrischer Rechtsgelehrter und Staatsmann
- 1528: Diogo de Paiva de Andrade, portugiesischer katholischer Theologe

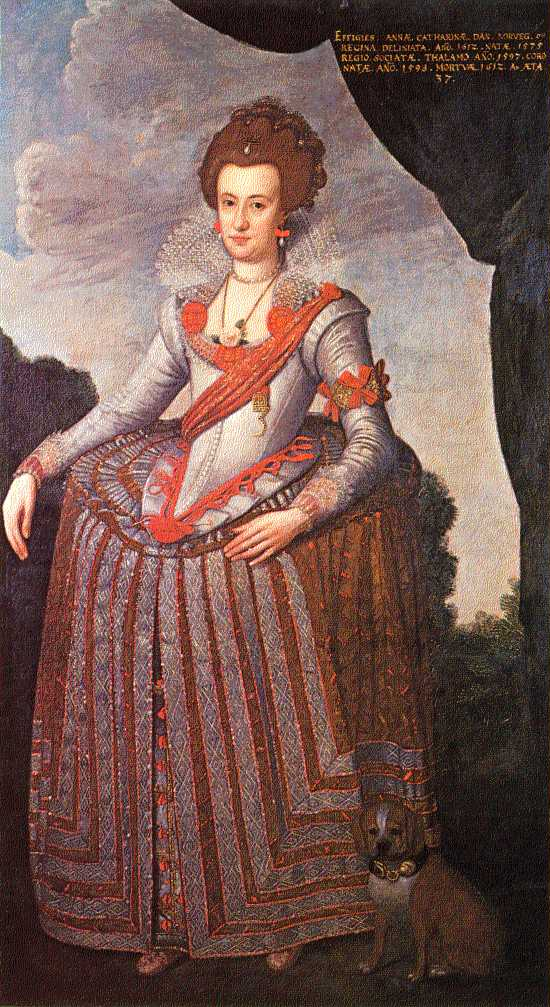
Anna Katharina von Brandenburg (* 1575)

- 1575: Anna Katharina von Brandenburg, Königin von Dänemark und Norwegen
- 1590: Johannes Crellius, deutscher Theologe und Pädagoge
- 1608: Christian Lorentz von Adlershelm, deutscher Politiker
- 1609: Adolph Wilhelm von Krosigk, deutscher Politiker, Diplomat und Gesandter
- 1622: Christian August, wittelsbachischer Fürst, Herzog von Pfalz-Sulzbach
- 1663: Peter Hohmann, Handelsherr und Ratsherr in Leipzig
- 1678: Joseph I., Kaiser des Heiligen Römischen Reiches
- 1681: Heinrich XXIV., Paragiatsherr von Reuß-Köstritz
- 1686: Johann Martin Gumpp der Jüngere, österreichischer Architekt
- 1689: Maria Anna Josepha Althann, Ehefrau von Johann Michael von Althann, Mäzenatin und Vertraute Karl VI.
- 1692: Jakob Wosky von Bärenstamm, sorbischer Geistlicher, Administrator des Bistums Meißen in den Lausitzen

### 18. Jahrhundert
- 1721: Samuel von Brukenthal, österreichischer Staatsbeamter, Gouverneur von Siebenbürgen
- 1733: Johann Matthias Schröckh, österreichischer Historiker und Literaturwissenschaftler

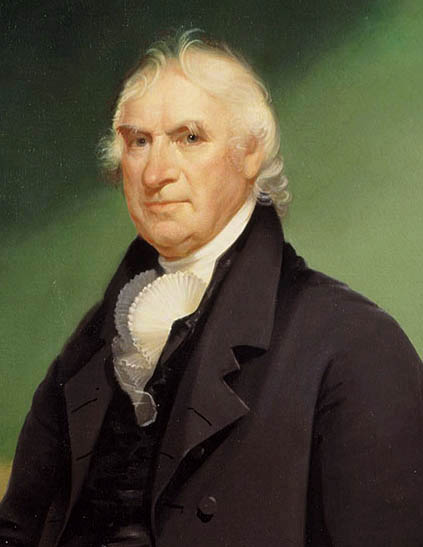
George Clinton (* 1739)

- 1739: George Clinton, britisch-amerikanischer Offizier und Politiker, Gouverneur von New York, Vizepräsident
- 1739: Karl Friedrich Senf deutscher Theologe und Kirchenlieddichter

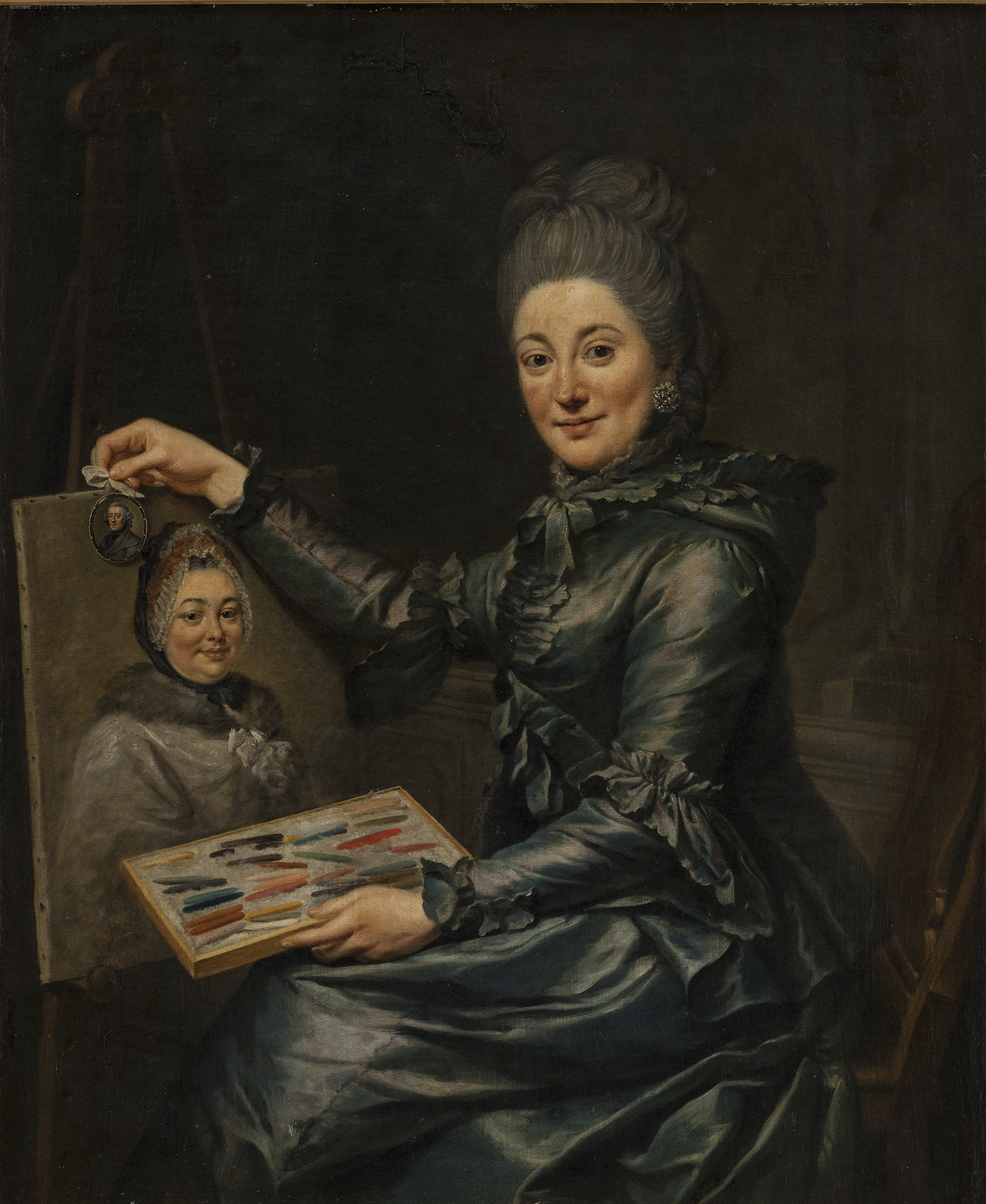
Elisabeth Ziesenis (* 1744)

- 1744: Elisabeth Ziesenis, deutsche Malerin
- 1746: Hanns Moritz von Brühl, preußischer Intendant der Chausseen
- 1756: Maria Fitzherbert, Ehefrau von König Georg IV. von England
- 1758: Maximus von Imhof, deutscher Eremit und Naturforscher
- 1765: Edmund von Kesselstatt, deutscher Geistlicher
- 1768: Jakob Aders, deutscher Kommunalpolitiker, Banker und Sozialreformer, Bürgermeister von Elberfeld
- 1769: August Wilhelm Zachariä, deutscher Lehrer und Flugpionier
- 1770: Charles Willing Byrd, US-amerikanischer Jurist und Politiker, Gouverneur des Nordwestterritoriums, Bundesrichter
- 1774: Johann Georg Friedrich Wendell, deutscher Buchdrucker und Zeitungsverleger
- 1778: Philipp Ernst Wegmann, deutscher Orgelbauer
- 1782: John Field, irischer Komponist und Pianist
- 1791: Franz Xaver Wolfgang Mozart, österreichischer Komponist
- 1796: George Catlin, US-amerikanischer Maler
- 1796: Aimée-Zoë de Mirbel, französische Miniaturmalerin

### 19. Jahrhundert

#### 1801–1850
- 1802: Mariano Arista, mexikanischer Offizier und Politiker, Staatspräsident
- 1802: Otto von Keyserlingk zu Rautenburg, deutsch-baltischer Jurist und Großgrundbesitzer sowie Mitglied des Reichstages
- 1807: Wilhelm Büchner, deutscher Pädagoge und klassischer Philologe
- 1809: Friedrich August Reißiger, deutsch-norwegischer Komponist, Organist, Kapellmeister, Gesangspädagoge und Dirigent
- 1819: Justin Holland, US-amerikanischer Gitarrist, Komponist und Musikpädagoge

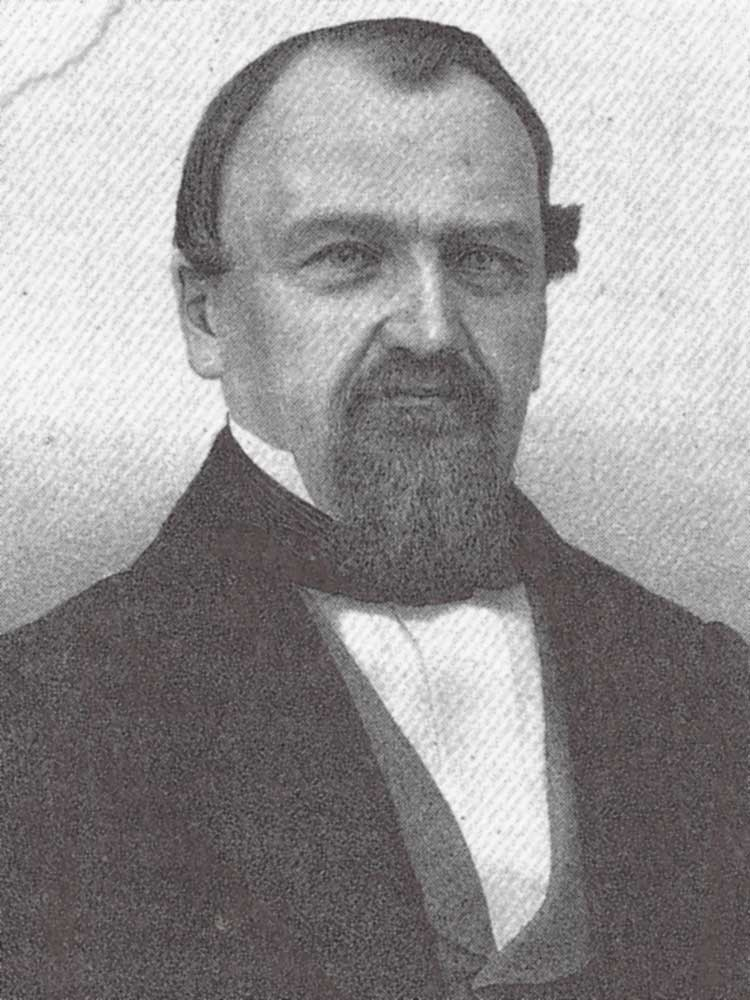
Jakob Dubs (1822)

- 1822: Jakob Dubs, Schweizer Jurist, Journalist und Politiker, National-, Ständerat und Bundesrat, Bundespräsident, Bundesrichter

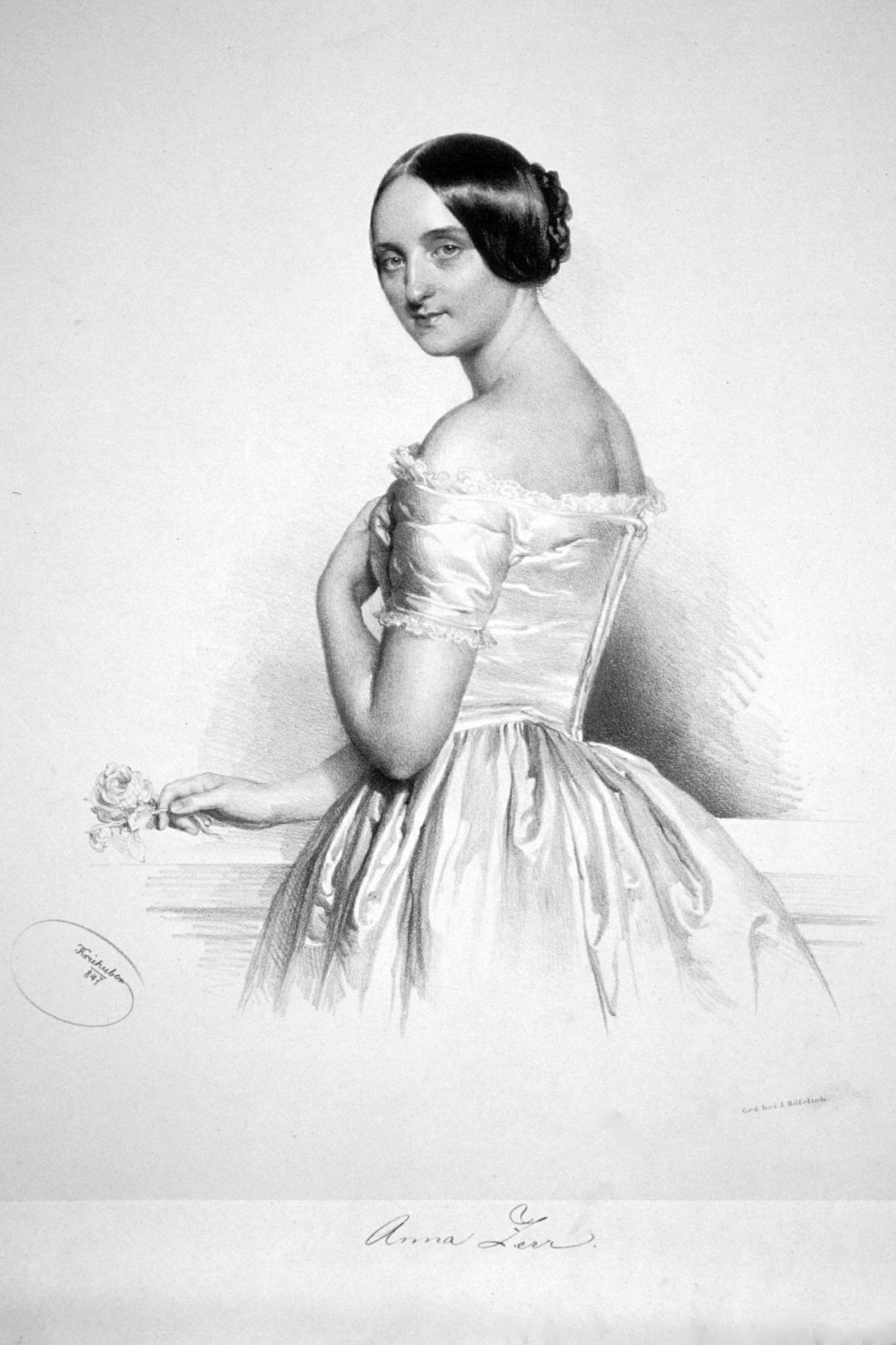
Anna Zerr (* 1822)

- 1822: Anna Zerr, deutsche Sängerin
- 1826: John Irvin Gregg, US-amerikanischer General im Sezessionskrieg
- 1828: Carl Albert Theodor Lehnert, deutscher Architekt und Baumeister
- 1829: Auguste Beernaert, belgischer Jurist und Staatsmann, Minister, Premierminister, Nobelpreisträger
- 1835: Alphons Stübel, deutscher Naturforscher
- 1836: Marie Geistinger, österreichische Schauspielerin und Sängerin
- 1839: Max Auzinger, deutscher Zauberkünstler und Schauspieler
- 1840: Victor Loebe, deutscher Lehrer und Heimatforscher
- 1840: Eduard Pechuel-Loesche, deutscher Geograph und Afrikaforscher
- 1842: Alfred Marshall, britischer Nationalökonomen
- 1843: Israel Landauer, deutscher Bankier, Fabrikant und Wohltäter
- 1844: Deodato Arellano, philippinischer Reformer
- 1846: Hermann Bamberg, deutscher Kaufmann und Kommunalpolitiker
- 1846: Texas Jack Omohundro, US-amerikanischer Cowboy, Scout und Schauspieler
- 1850: Anna Sachse-Hofmeister, österreichische Opernsängerin (Sopran)

#### 1851–1900

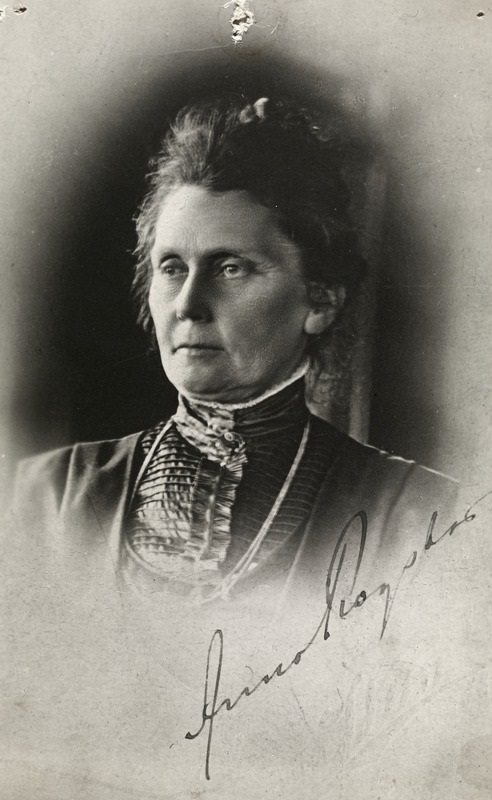
Anna Rogstad (* 1854)

- 1854: Anna Rogstad, norwegische Frauenrechtsaktivistin und Politikerin
- 1855: Auguste Hertzer, deutsche Krankenschwester

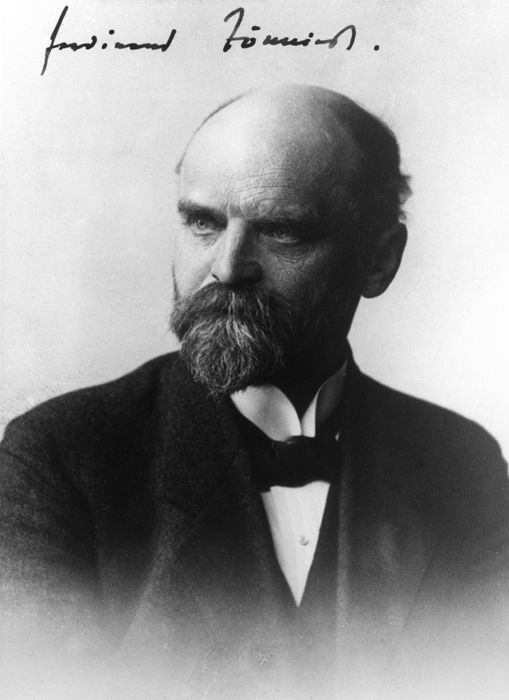
Ferdinand Tönnies (* 1855)

- 1855: Ferdinand Tönnies, deutscher Soziologe, Nationalökonom und Philosoph
- 1856: Edward Anseele, belgischer Politiker
- 1856: George Bernard Shaw, irischer Dramatiker, Nobelpreisträger
- 1858: Karl Tappenbeck, deutscher Politiker
- 1861: Anna Carnaud, französische feministische Schriftstellerin
- 1861: Wascha-Pschawela, georgischer Schriftsteller und Naturphilosoph
- 1862: George B. Cortelyou, US-amerikanischer Politiker
- 1863: Jāzeps Vītols, lettischer Komponist
- 1865: Philipp Scheidemann, deutscher Politiker und Publizist, MdR, Reichsministerpräsident
- 1866: Militza von Montenegro, russische Großfürstin
- 1870: Ignacio Zuloaga, spanischer Maler
- 1871: Emil Artmann, österreichischer Bauingenieur, Architekt und Hochschullehrer
- 1872: Ludwig Anton, österreichischer Schriftsteller und Arzt
- 1872: Albert Bertelin, französischer Komponist

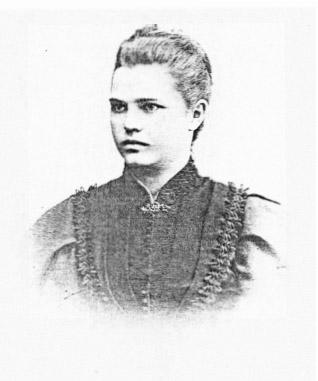
Maria Dahl (* 1872)

- 1872: Maria Dahl, deutsche Zoologin
- 1872: Karl Škoda, österreichischer Veterinär und Universitätslehrer
- 1873: Julius Nicolaus Weisfert, deutscher Journalist und Redakteur
- 1874: Abraham Koubi, französischer Turner, algerischer Herkunft

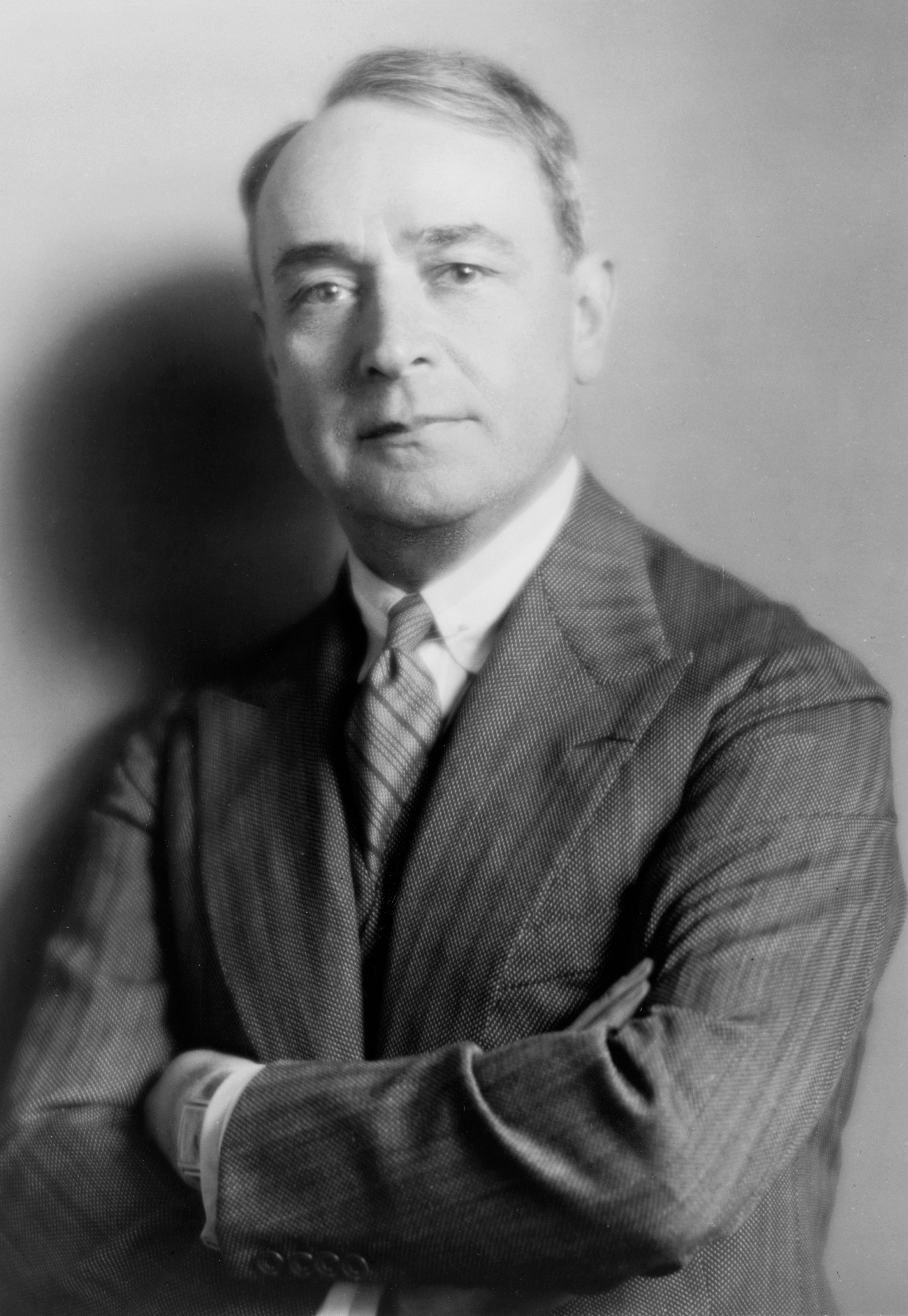
Sergei Kussewizki (* 1874)

- 1874: Sergei Alexandrowitsch Kussewizki, russisch-US-amerikanischer Dirigent und Kontrabassist
- 1875: Carl Gustav Jung, Schweizer Psychoanalytiker
- 1875: Antonio Machado, spanischer Lyriker
- 1876: Georges André, französischer Wintersportler
- 1876: Rosina Anselmi, italienische Schauspielerin
- 1876: Jekaterina Pawlowna Peschkowa, russische Menschenrechtlerin und erste Frau Maxim Gorkis
- 1878: Ernest Schelling, US-amerikanischer Pianist, Komponist und Dirigent
- 1879: Otto Hieronimus, deutsch-österreichischer Automobilkonstrukteur und -rennfahrer
- 1880: Bror Abelli, schwedischer Regisseur, Schauspieler, Sänger, Schriftsteller und Kinobesitzer
- 1881: Bernhard Bleeker, deutscher Bildhauer
- 1881: Osanai Kaoru, japanischer Dramatiker, Übersetzer und Theaterdirektor
- 1882: Dixie Bibb Graves, US-amerikanische Politikerin
- 1882: Adolf Suter, Schweizer Jurist und Politiker
- 1883: Eberhard Arnold, deutscher Theologe, Philosoph, Pädagoge und Publizist
- 1884: Elie Redon, französischer Automobilrennfahrer
- 1885: Alfred Wickenburg, österreichischer Maler und Grafiker
- 1887: Karl Ansén, schwedischer Fußballspieler
- 1888: Katharina Eleonore Behrend, deutsch-niederländische Fotografin
- 1889: Adolf-Friedrich Kuntzen, deutscher General
- 1889: Heinrich Sölter, deutscher Politiker
- 1890: Itō Seiichi, japanischer Admiral
- 1891: Dora Boerner-Patzelt, böhmisch-österreichische Universitätsprofessorin für Histologie
- 1891: Uno Kōji, japanischer Schriftsteller
- 1891: Dezső Losonczy, ungarischer Dirigent und Komponist
- 1891: Fritz Ringgenberg, Schweizer Bankangestellter und Bühnenautor in Mundart
- 1892: Philipp Jarnach, deutscher Komponist und Musikpädagoge

Luise Mössinger-Schiffgens (* 1892)

- 1892: Luise Mössinger-Schiffgens, deutsche Politikerin und Frauenrechtlerin
- 1892: Robert Zander, deutscher Botaniker, Gartenbauwissenschaftler und Autor
- 1893: George Grosz, deutsch-US-amerikanischer Maler, Grafiker und Karikaturist
- 1893: Margarete Seemann, österreichische Kinderbuchautorin
- 1894: Aldous Huxley, britischer Schriftsteller
- 1894: Eleonore von Rommel, deutsche Bildhauerin, Glas- und Keramikgestalterin, Autorin
- 1895: Jankel Adler, polnischer Maler und Graveur
- 1895: Gracie Allen, US-amerikanische Schauspielerin
- 1896: Tim Birkin, britischer Automobilrennfahrer
- 1897: Paul Gallico, US-amerikanischer Autor
- 1897: Jakob Gapp, österreichischer Priester und Widerstandskämpfer
- 1899: Hermann Josef Wehrle, deutscher katholischer Priester und Widerstandskämpfer
- 1900: Karl Berbuer, deutscher Schlagersänger
- 1900: Gustav Hilbert, deutscher Maler, Grafiker sowie Metall- und Emailkünstler

### 20. Jahrhundert

#### 1901–1925
- 1901: Umberto Caligaris, italienischer Fußballspieler und -trainer

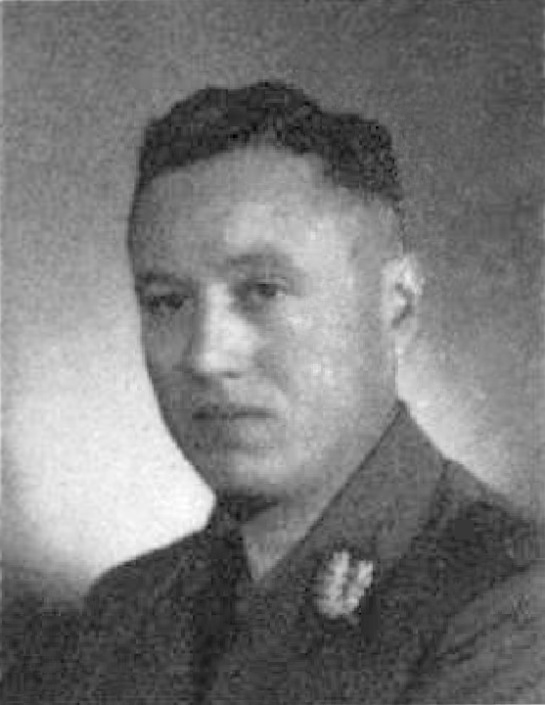
Albert Forster (* 1902)

- 1902: Albert Forster, deutscher Gauleiter und Reichsstatthalter in Danzig, Kriegsverbrecher
- 1902: Hugo Schrader, deutscher Schauspieler
- 1903: Alice Brasse-Forstmann, baltendeutsche Malerin und Grafikerin
- 1903: Gérard Favere, belgischer Komponist und Dirigent
- 1905: Horst Hacker, deutscher Jurist und Politiker
- 1907: Nachman Aronszajn, polnisch-US-amerikanischer Mathematiker
- 1907: André Frénaud, französischer Lyriker und Essayist
- 1908: Heinz Auerswald, deutscher Jurist
- 1908: Børge Ralov, dänischer Balletttänzer und Choreograph
- 1909: Vivian Vance, US-amerikanische Schauspielerin
- 1910: Vilma Bekendorf, deutsche Tänzerin, Schauspielerin und Autorin
- 1910: Kurt Partzsch, deutscher Ingenieur und Politiker, MdL, Landesminister
- 1911: Horacio Podestá, argentinischer Ruderer

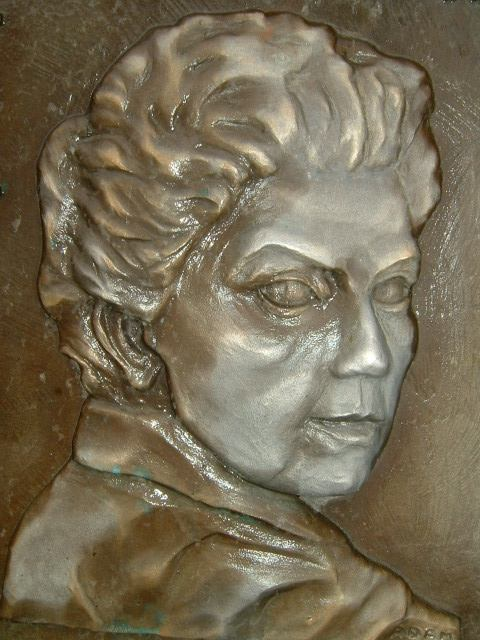
Lia Wöhr (* 1911)

- 1911: Lia Wöhr, deutsche Schauspielerin und Fernsehproduzentin
- 1913: Anna Hagenbusch, deutsche Kindergärtnerin und Sozialpädagogin
- 1913: Karl Heinz Möbius, deutscher Marinepfarrer
- 1914: Raymond P. Ahlquist, US-amerikanischer Pharmazeut und Pharmakologe
- 1915: Arthur Tyler, US-amerikanischer Bobfahrer

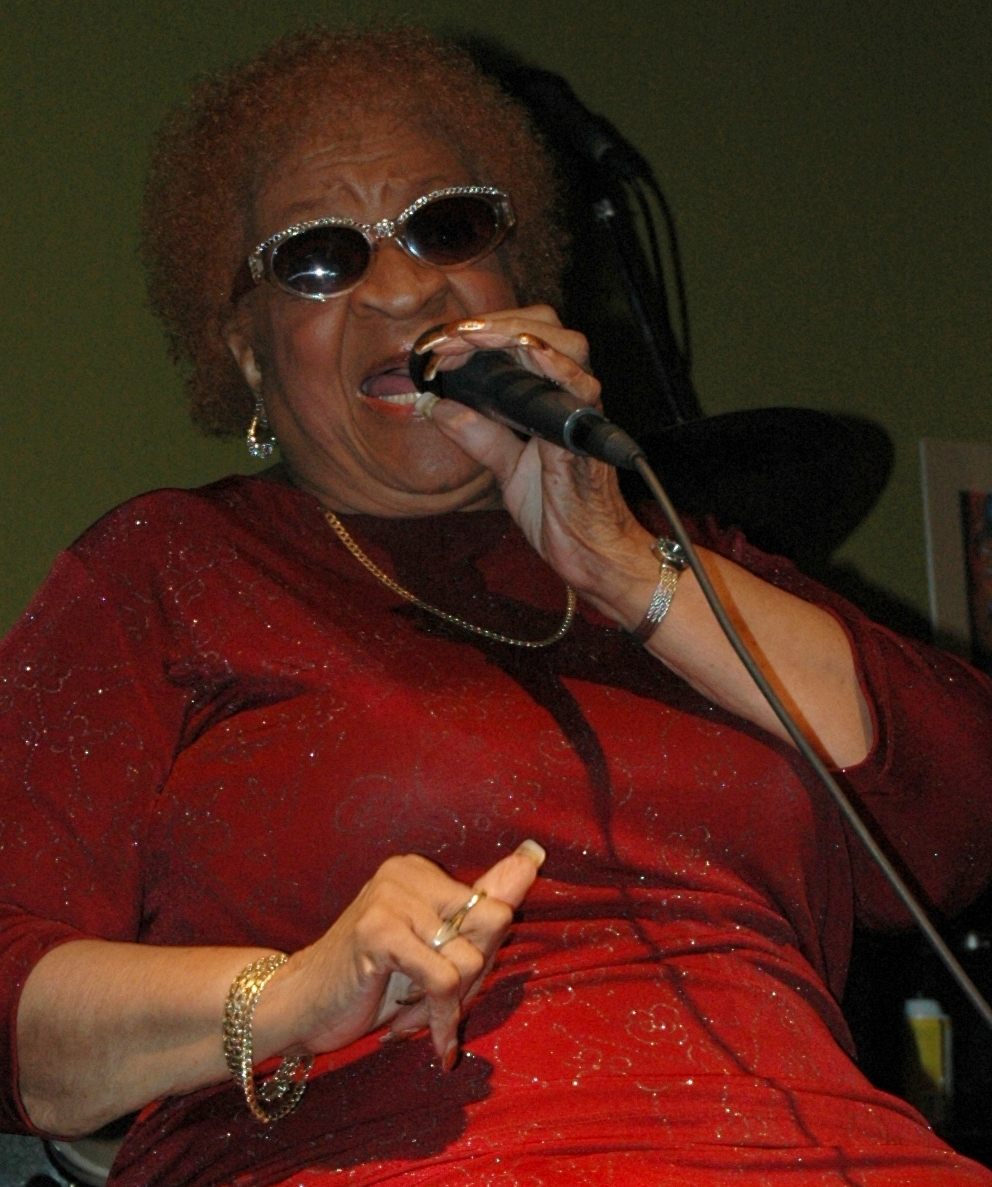
Alberta Adams (* 1917)

- 1917: Alberta Adams, US-amerikanische Blues-Sängerin
- 1917: Bertil Nordahl, schwedischer Fußballspieler
- 1918: Marjorie Lord, US-amerikanische Schauspielerin
- 1919: Angelo Felici, italienischer Kardinal

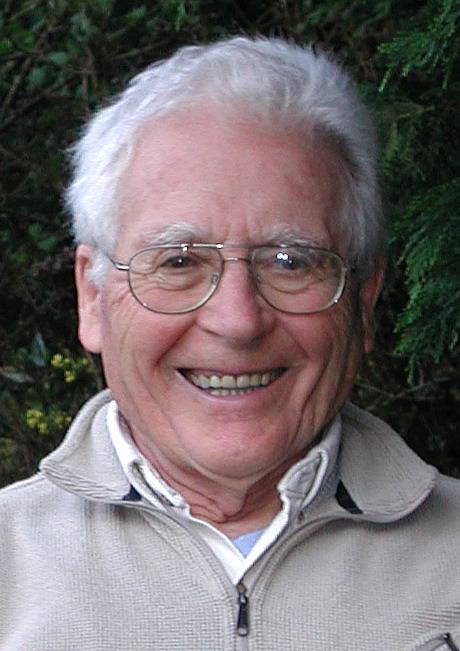
James Lovelock (* 1919)

- 1919: James Lovelock, britischer Chemiker, Mediziner und Biophysiker
- 1919: Elinborg Lützen, erste färöische Grafikerin
- 1920: Walter Laird, britischer Tänzer
- 1920: Bob Waterfield, US-amerikanischer American-Football-Spieler
- 1921: Amedeo Amadei, italienischer Fußballspieler und -trainer
- 1921: Heinrich von Einsiedel, deutscher Politiker, MdB
- 1921: Karin Hertz, deutsche Bildhauerin
- 1922: Gilberto Agustoni, Schweizer Kardinal
- 1922: Gérard Calvi, französischer Komponist
- 1922: Elfriede Datzig, österreichische Filmschauspielerin
- 1922: Blake Edwards, US-amerikanischer Filmregisseur, Schauspieler und Drehbuchautor
- 1922: Dominik Jost, Schweizer Germanist, Hochschullehrer und Herausgeber
- 1922: Andrzej Koszewski, polnischer Komponist, Musikwissenschaftler und -pädagoge
- 1922: Jason Robards, US-amerikanischer Schauspieler
- 1923: Alexander Hegarth, deutscher Schauspieler

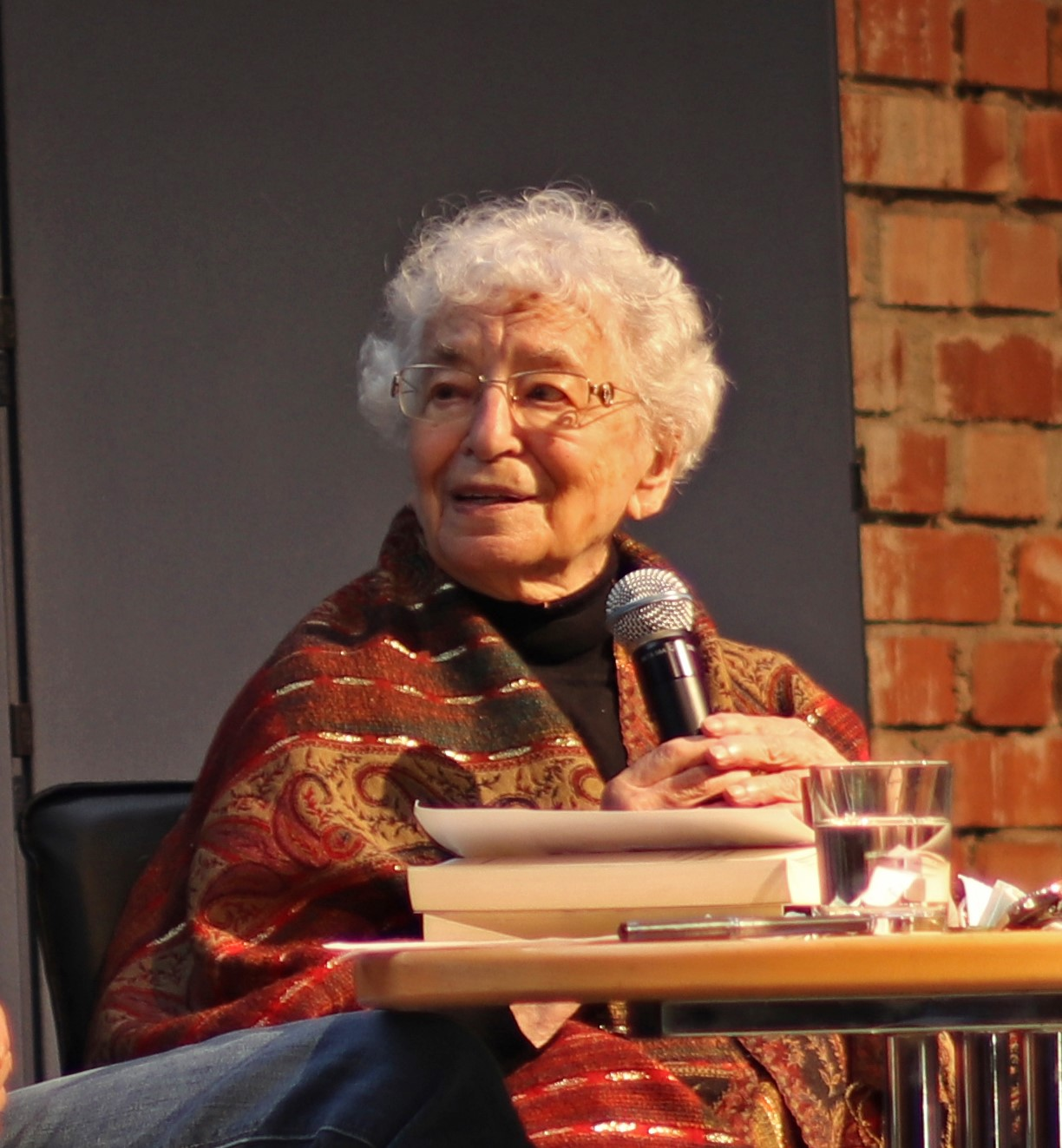
Ruth Weiss (* 1924)

- 1924: Ruth Weiss, deutsch-südafrikanische Journalistin und Schriftstellerin
- 1925: Hans Bergel, deutscher Journalist und Schriftsteller
- 1925: Ana María Matute, spanische Schriftstellerin

#### 1926–1950
- 1926: Jacqueline Babbin, US-amerikanische Produzentin und Schriftstellerin
- 1926: Robert L. Leggett, US-amerikanischer Politiker
- 1927: Friedrich Ehrendorfer,  österreichischer Botaniker
- 1927: Charles Whittenberg, US-amerikanischer Komponist und Musikpädagoge
- 1928: Tadeusz Baird, polnischer Komponist
- 1928: Don Beauman, britischer Automobilrennfahrer

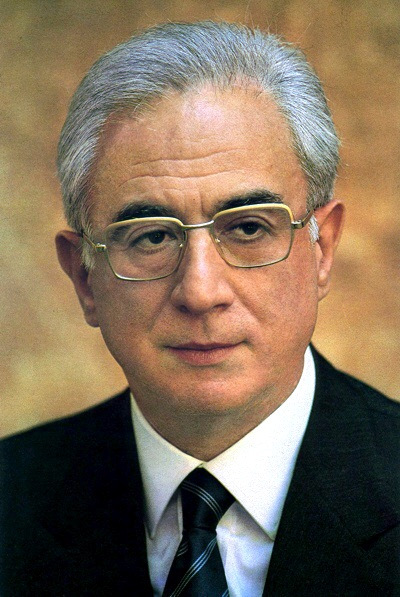
Francesco Cossiga (* 1928)

- 1928: Francesco Cossiga, italienischer Politiker, Ministerpräsident, Staatspräsident
- 1928: Hans Haselböck, österreichischer Organist und Komponist
- 1928: Stanley Kubrick, US-amerikanischer Regisseur, Produzent und Drehbuchautor
- 1928: Peter Lougheed, kanadischer Politiker, Premierminister von Alberta
- 1928: Sally Oppenheim-Barnes, Baroness Oppenheim-Barnes, britische Politikerin (Conservative Party)
- 1928: Bernice Rubens, britische Romanautorin
- 1929: Carl Richard Montag, deutscher Architekt und Ingenieur
- 1929: Alexis Weissenberg, französischer Pianist
- 1930: Nicolas Koob, Luxemburger Automobilrennfahrer
- 1931: Tony Curiel, dominikanischer Opernsänger
- 1932: James Francis Stafford, US-amerikanischer Geistlicher, Erzbischof von Denver, Kardinal
- 1932: Imre Vágyóczky, ungarischer Kanute
- 1933: Kristina Böttrich-Merdjanowa, deutsch-bulgarische Grafikerin, Grafikdesignerin und Autorin
- 1933: Attilio Moresi, Schweizer Radrennfahrer
- 1934: Anthony Gilbert, britischer Komponist und Musikpädagoge
- 1934: Tommy McDonald, US-amerikanischer American-Football-Spieler
- 1935: Franz Karl Auersperg, österreichischer Politiker und Gewerkschafter
- 1935: Christian Büttrich, deutscher Germanist und Bibliothekar
- 1936: Antonio Mastrogiovanni, uruguayischer Komponist und Musikpädagoge
- 1937: Ercole Spada, italienischer Automobildesigner
- 1938: Lothar Böhme, deutscher Maler
- 1938: Joanne Brackeen, US-amerikanische Pianistin und Hochschullehrerin
- 1938: Alberto Fujimori, Staatspräsident von Peru
- 1939: Gunther Erdmann, deutscher Komponist

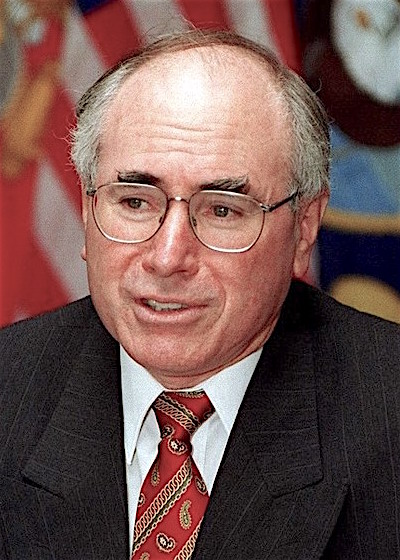
John Howard (* 1939)

- 1939: John Howard, australischer Politiker, Premierminister
- 1940: Jürgen Kurbjuhn, deutscher Fußballspieler
- 1941: Colin Austin, britischer Klassischer Philologe und Papyrolog
- 1941: Bobby Hebb, US-amerikanischer Sänger und Songschreiber

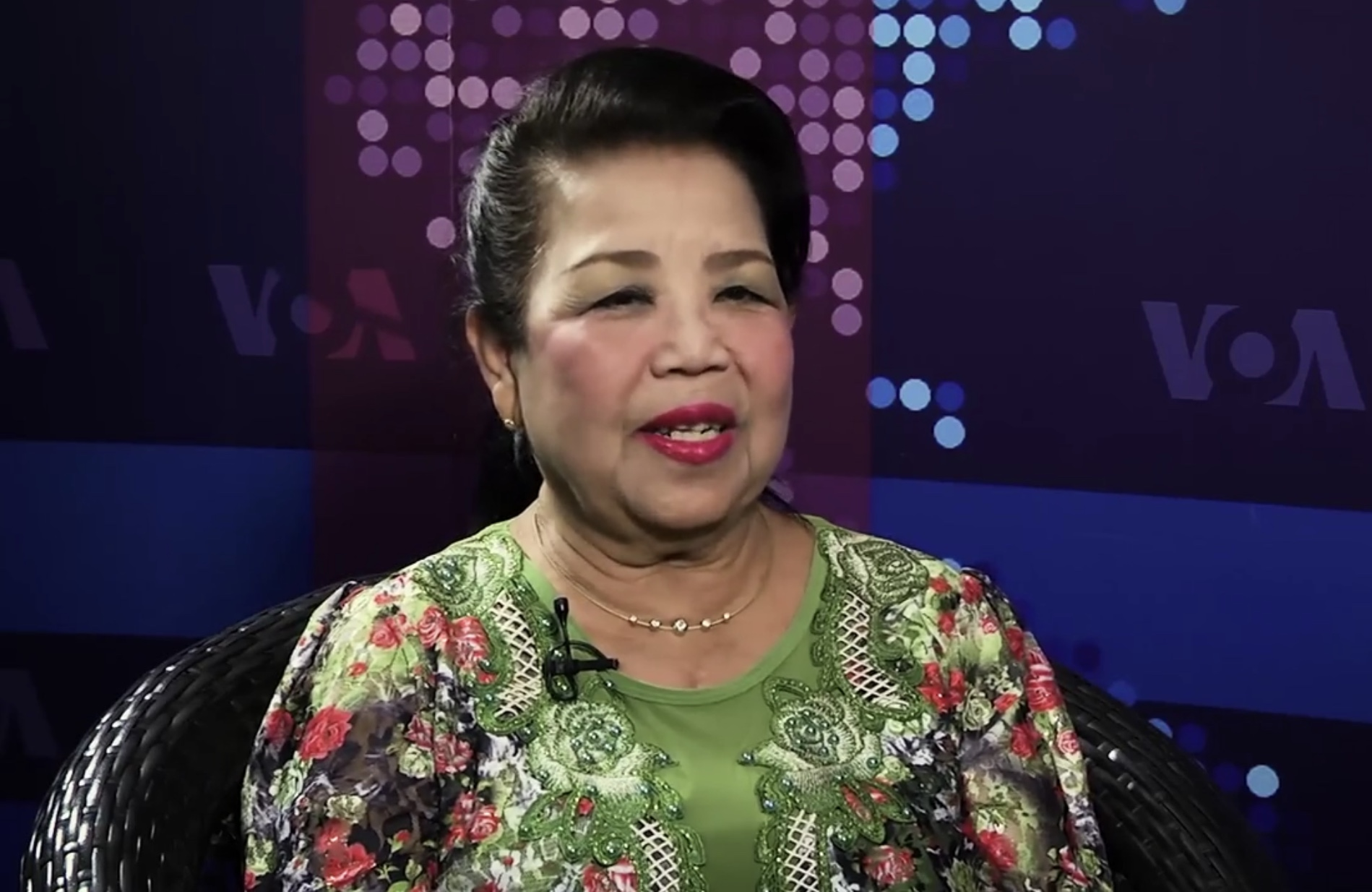
Mar Mar Aye (* 1942)

- 1942: Mar Mar Aye, myanmarische Sängerin

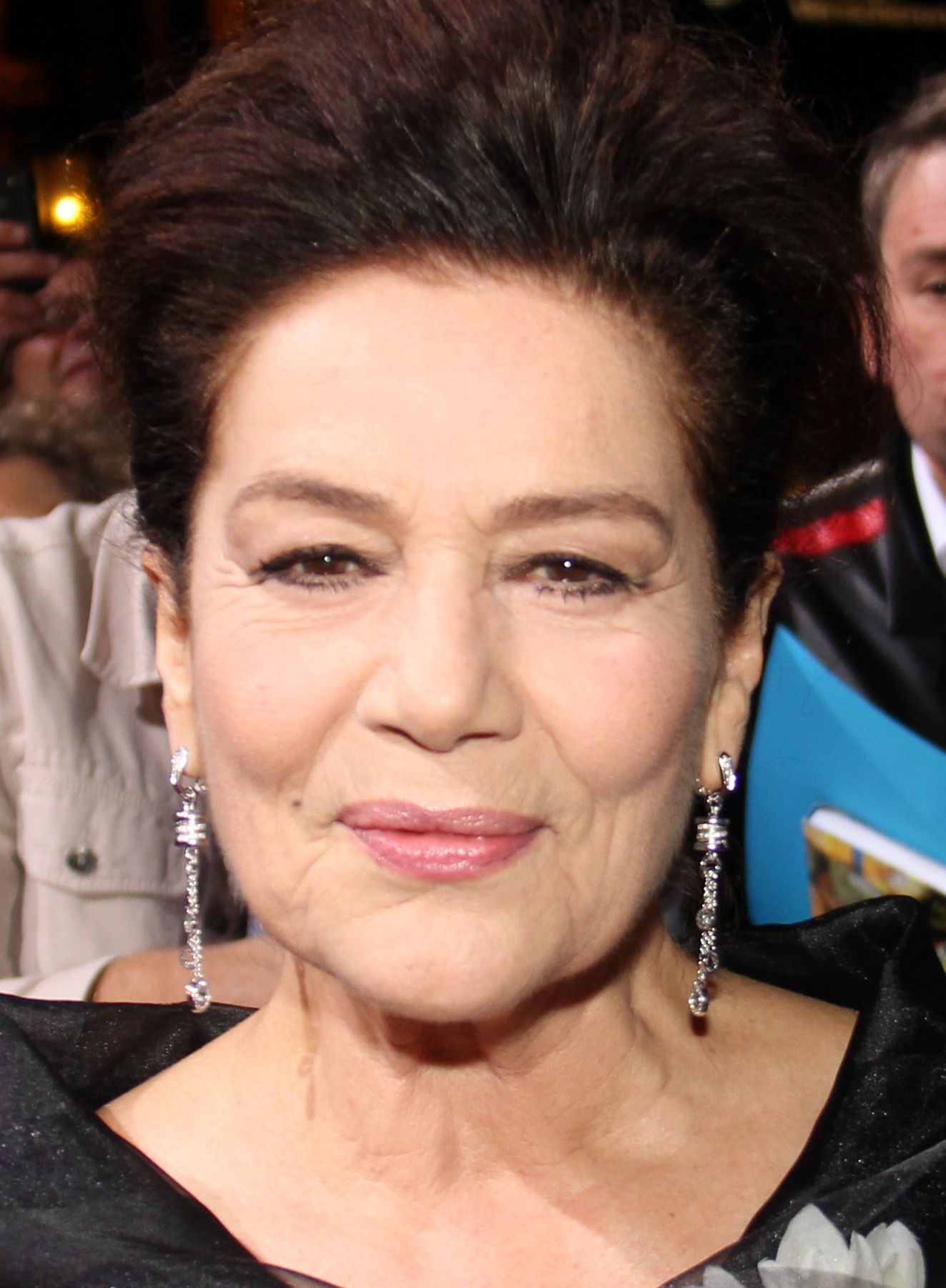
Hannelore Elsner (* 1942)

- 1942: Hannelore Elsner, deutsche Schauspielerin
- 1942: Vladimír Mečiar, slowakischer Politiker, Minister, Ministerpräsident
- 1943: Peter Hyams, US-amerikanischer Filmregisseur

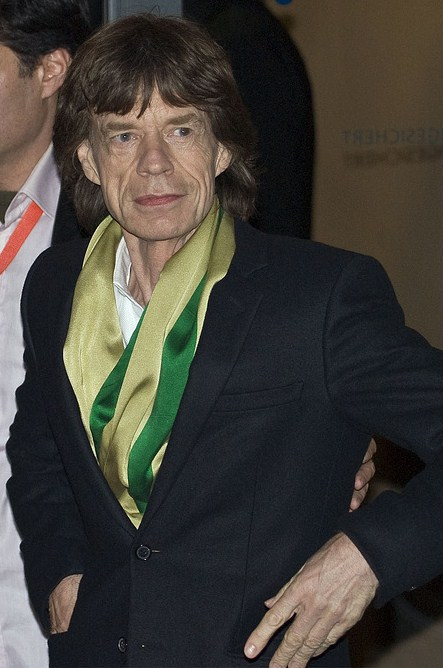
Mick Jagger (* 1943)

- 1943: Mick Jagger, britischer Musiker (Rolling Stones)
- 1943: Peter Kersten, deutscher Zauberkünstler
- 1943: Andrea True, US-amerikanische Pornodarstellerin und Sängerin
- 1943: Hermann Weyeneth, Schweizer Politiker
- 1944: John Hawkins, kanadischer Komponist und Pianist
- 1944: Ann Christine, finnische Schlagersängerin
- 1945: Antonio Fassina, italienischer Rallyefahrer
- 1945: Helen Mirren, britische Schauspielerin
- 1946: Erwin Huber, deutscher Politiker, MdL, Landesminister, Parteivorsitzender der CSU
- 1946: Christian Rudzki, argentinischer Fußballspieler
- 1946: Wolfgang Schneiderhan, deutscher General, Generalinspekteur der Bundeswehr
- 1947: Thomas Auerbach, deutscher Bürgerrechtler
- 1949: Walter Wagner, deutscher Fußballspieler
- 1949: Sharron Angle, US-amerikanische Politikerin
- 1949: Thaksin Shinawatra, thailändischer Politiker, Ministerpräsident
- 1949: Roger Taylor, britischer Schlagzeuger (Queen)
- 1949: Kevin Volans, irischer Komponist südafrikanischer Herkunft
- 1950: Susan George, britische Film- und Fernsehschauspielerin
- 1950: Alfred Ludwig, österreichischer ehemaliger Fußballschiedsrichter und Sportfunktionär

#### 1951–1975
- 1951: Günter Dreibrodt, deutscher Handballspieler

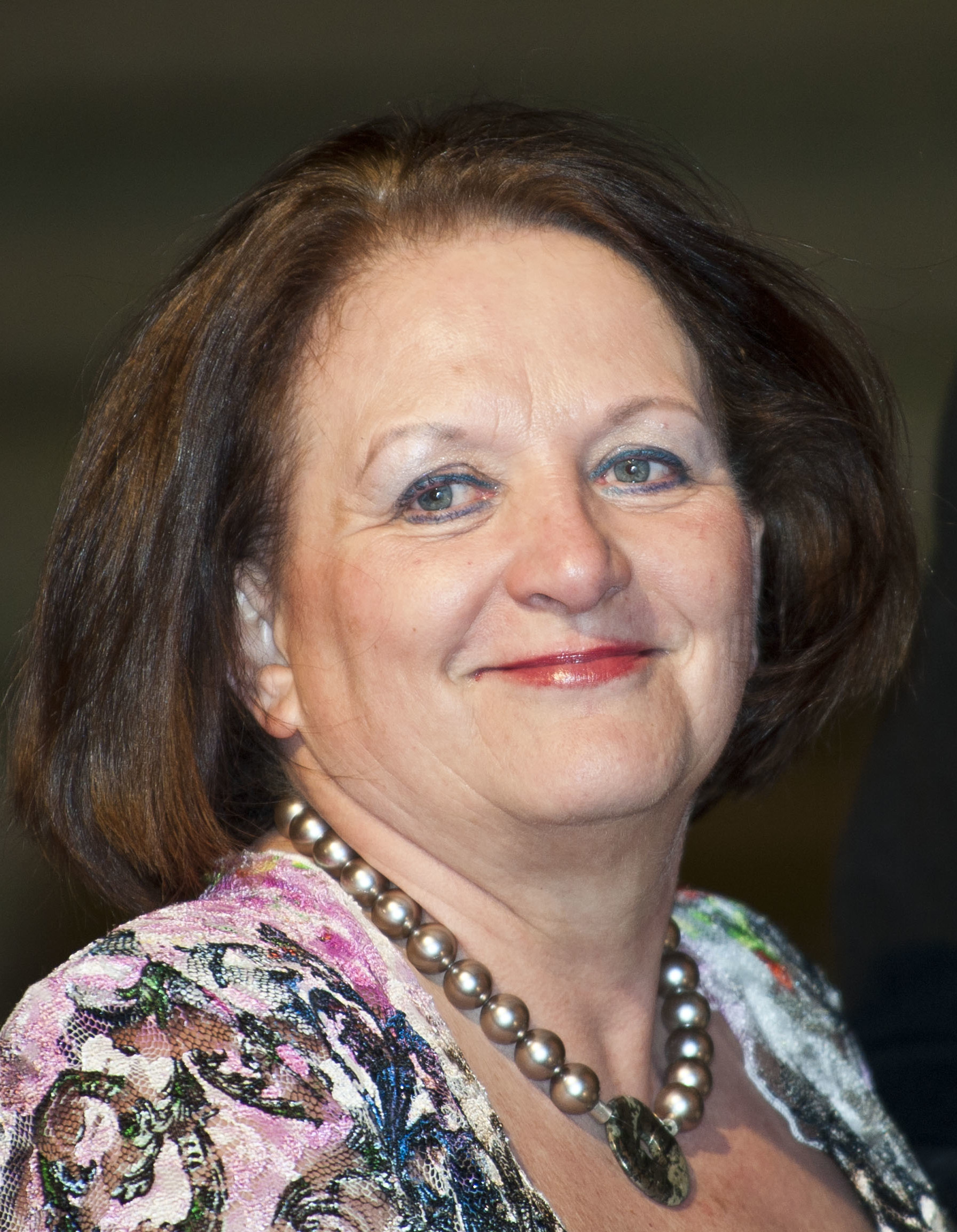
Sabine Leutheusser-Schnarrenberger (* 1951)

- 1951: Sabine Leutheusser-Schnarrenberger, deutsche Politikerin, Bundesministerin
- 1952: Heiner Brand, deutscher Handballspieler und -trainer
- 1952: Kay Sabban, deutscher Schauspieler
- 1953: Kari Astala, finnischer Mathematiker
- 1953: Felix Magath, deutscher Fußballspieler und -trainer
- 1953: Willi Melliger, Schweizer Springreiter
- 1953: Gunter Waldek, österreichischer Pädagoge, Komponist und Dirigent
- 1954: Mareike Carrière, deutsche Schauspielerin
- 1955: Asif Ali Zardari, pakistanischer Politiker, Staatspräsident
- 1956: Teddy Atlas, US-amerikanischer Boxtrainer und Fernsehkommentator
- 1956: Andy Goldsworthy, englischer Künstler
- 1956: Johanna Haberer, deutsche evangelische Theologin, Journalistin und Podcasterin
- 1957: Yuen Biao, chinesischer Schauspieler
- 1957: Nana Visitor, US-amerikanische Schauspielerin
- 1958: Romy Müller, deutsche Leichtathletin, Olympiasiegerin
- 1958: Ramona Neubert, deutsche Leichtathletin

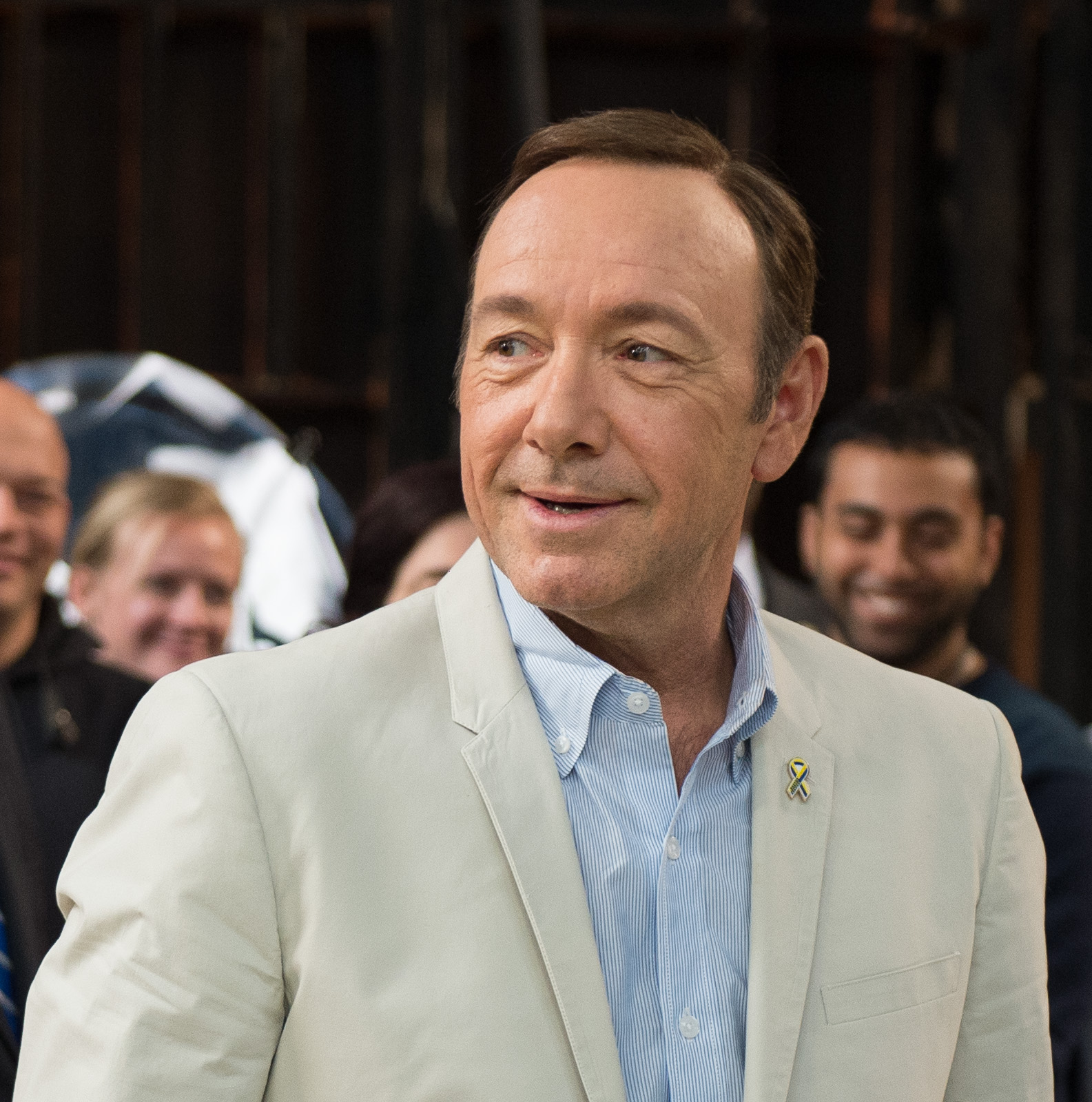
Kevin Spacey (* 1959)

- 1959: Kevin Spacey, US-amerikanischer Schauspieler
- 1960: Norm Aubin, kanadischer Eishockeyspieler
- 1960: Elena Grölz, deutsche Handballspielerin
- 1961: Thierry Antinori, französischer Manager
- 1961: Gary Cherone, US-amerikanischer Rocksänger
- 1961: Keiko Matsui, japanische Keyboarderin und Komponistin
- 1962: Zita Galic, serbische Handballspielerin
- 1962: Fernando Grande-Marlaska, spanischer Politiker
- 1962: Sergei Wladilenowitsch Kirijenko, russischer Politiker
- 1962: Torsten Koplin, deutscher Schlosser und Politiker
- 1962: Uwe Raab, deutscher Straßenradsportler
- 1962: Joachim Steinhöfel, deutscher Rechtsanwalt, Publizist, Werbefigur und Moderator
- 1962: Andreas Vogt, namibischer Historiker und Autor
- 1963: Andrei Nikolajewitsch Lankow, russischer Orientalist
- 1963: Thomas Smuszynski, deutscher Metal-Bassist
- 1963: Andy Timmons, US-amerikanischer Gitarrist und Studiomusiker
- 1964: Silvia Affolter, Schweizer Unternehmerin, Journalistin und Moderatorin
- 1964: Nicolas Berthelot, französischer Sportschütze

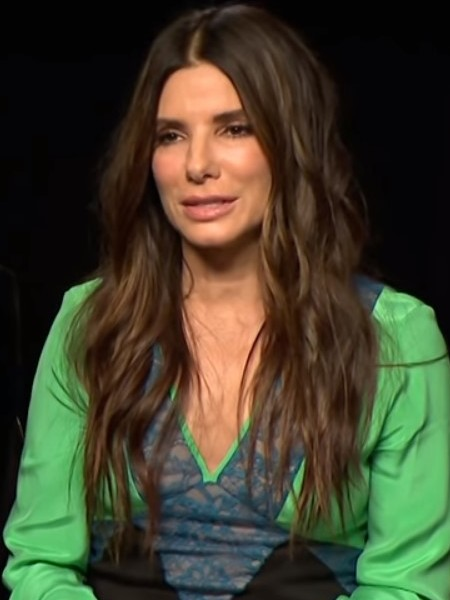
Sandra Bullock (* 1964)

- 1964: Sandra Bullock, US-amerikanische Schauspielerin
- 1964: Moritz Götze, deutscher Maler, Grafiker, Email- und Objektkünstler
- 1964: Ralf Haub, deutscher Fußballspieler und -trainer
- 1964: David Hemingson, US-amerikanischer Drehbuchautor und Filmproduzent
- 1964: Bernhard-Heinrich Herzog, deutscher Schauspieler
- 1964: Ralf Metzenmacher, deutscher Maler und Designer
- 1964: Tatjana Mittermayer, deutsche Freestyle-Skisportlerin
- 1964: Theo Peters, deutscher Wirtschaftswissenschaftler und Hochschulprofessor
- 1964: Anne Provoost, belgische Schriftstellerin
- 1964: John Christian Rosenlund, norwegischer Kameramann, Regisseur und Hochschullehrer
- 1964: Patrick Rössler, deutscher Hochschullehrer und Professor
- 1964: Wolfgang Schlenker, deutscher Lyriker und literarischer Übersetzer
- 1964: Torgen Schneider, deutscher Journalist und Fernsehmoderator
- 1964: Lars Söderdahl, schwedischer Schauspieler
- 1964: Danny Woodburn, US-amerikanischer Schauspieler
- 1965: Heidrun Gärtner, deutsche Schauspielerin
- 1966: Pascal Breuer, österreichischer Schauspieler, Synchron- und Hörbuchsprecher
- 1966: Clemens Gadenstätter, österreichischer Komponist
- 1966: Anna Rita Del Piano, italienische Schauspielerin
- 1966: Angelo Di Livio, italienischer Fußballspieler
- 1967: Birgit Borris, deutsche Juristin

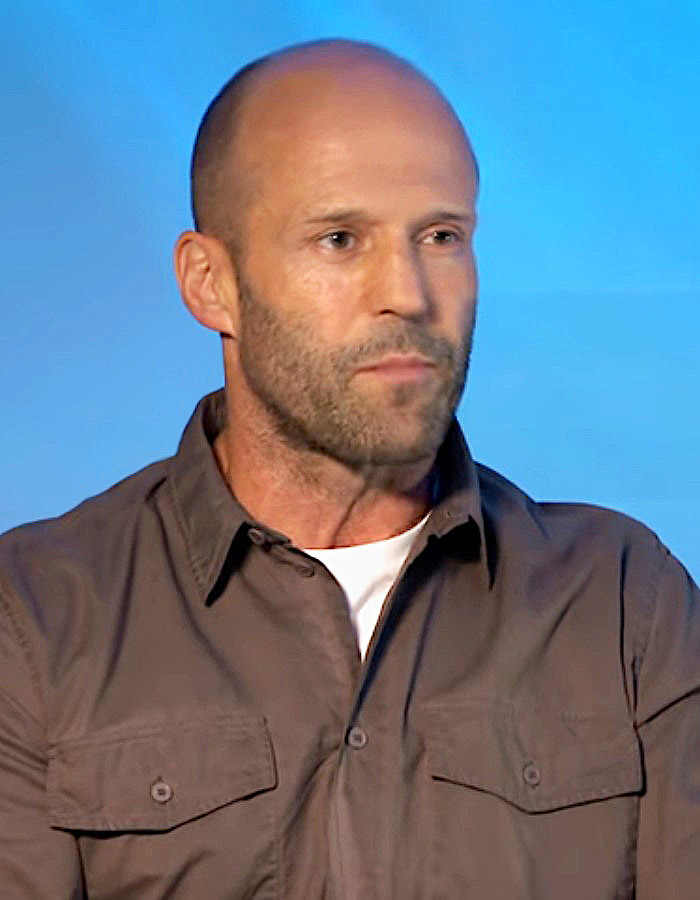
Jason Statham (* 1967)

- 1967: Jason Statham, britischer Schauspieler
- 1968: Arnd Klawitter, deutscher Schauspieler
- 1969: Oliver Krischer, deutscher Politiker
- 1969: Courtney Rumbolt, britischer Bobfahrer und Leichtathlet
- 1970: Markus Krebs, deutscher Stand-up Comedian
- 1971: Andrea Fortunato, italienischer Fußballspieler
- 1972: Max Hopp, deutscher Schauspieler und Regisseur
- 1973: Kate Beckinsale, britische Schauspielerin
- 1973: Maureen Havlena, deutsche Schauspielerin
- 1973: Mirjam Köfer, deutsche Schauspielerin
- 1973: Martine de Souza, mauritische Badmintonspielerin
- 1974: Daniel Negreanu, kanadischer Pokerprofi
- 1974: Sebastian Sorger, deutscher Regisseur
- 1975: Ingo Schultz, deutscher Leichtathlet
- 1975: Liz Truss, britische Politikerin

#### 1976–2000
- 1976: Pável Pardo, mexikanischer Fußballspieler
- 1976: Kristina Sprenger, österreichische Schauspielerin
- 1977: Frank Ettwein, deutscher Handballspieler

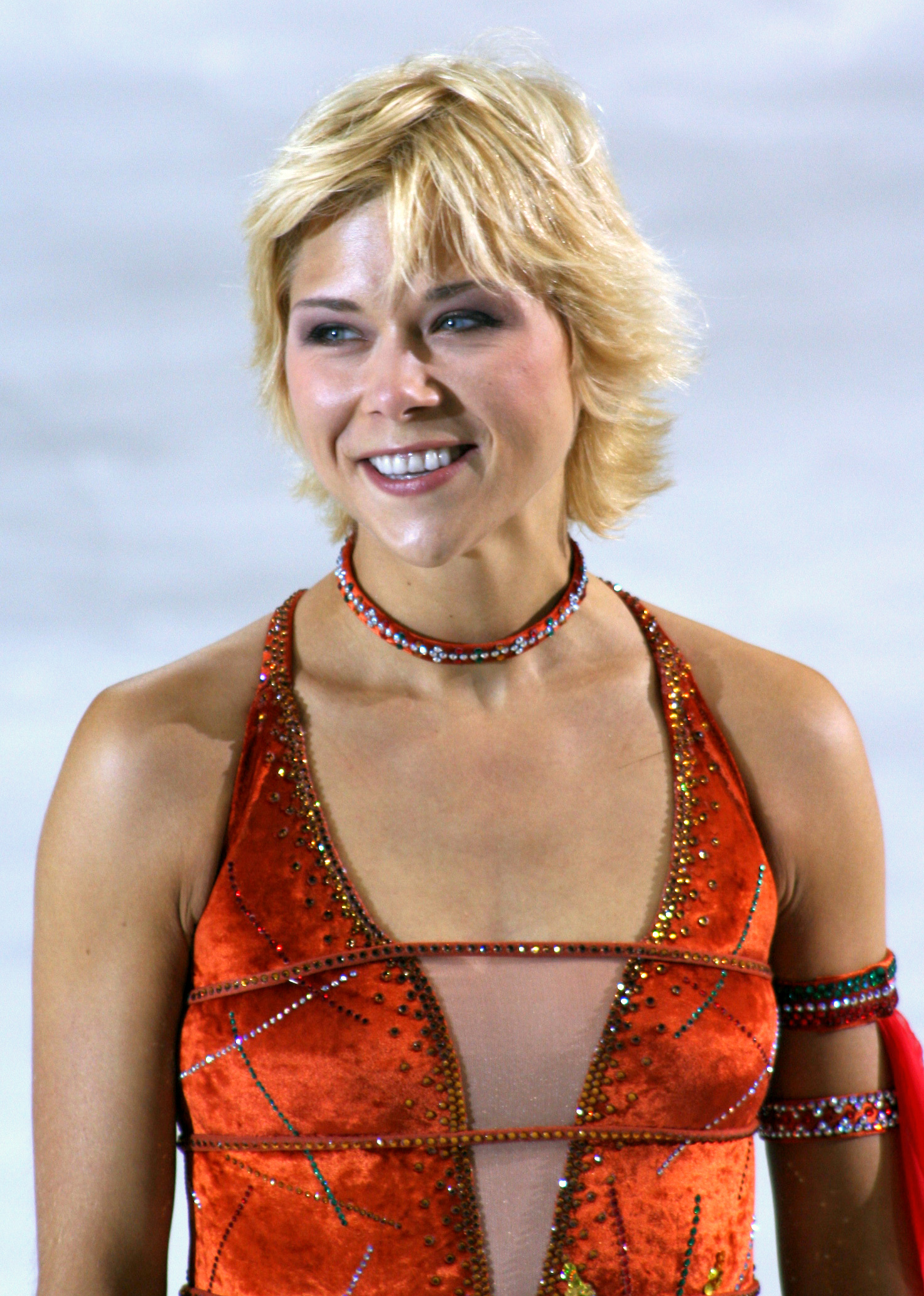
Tanja Szewczenko (* 1977)

- 1977: Tanja Szewczenko, deutsche Eiskunstläuferin
- 1978: Marcus Fraser, australischer Golfspieler
- 1979: Paul Freier, deutscher Fußballspieler
- 1979: Ronny Ziesmer, deutscher Kunstturner
- 1980: Jacinda Ardern, neuseeländische Politikerin, Premierministerin
- 1980: Riem Hussein, deutsche Fußballspielerin und -schiedsrichterin
- 1981: Vildan Atasever, türkische Schauspielerin
- 1981: Liam Talbot, australischer Automobilrennfahrer
- 1981: Thomas Wally, österreichischer Komponist, Violinist und Hochschulpädagoge
- 1982: Gilad Hochman, israelischer Komponist
- 1982: Christopher Kane, schottischer Modemacher
- 1982: Bryce Miller, US-amerikanischer Automobilrennfahrer
- 1983: Kelly Clark, US-amerikanische Snowboarderin
- 1983: Kathrin Hönegger, Schweizer Journalistin und Moderatorin
- 1984: Marco Angelini, österreichischer Sänger
- 1984: Marcos Gomes, brasilianischer Automobilrennfahrer
- 1985: Sayuri Asahara, japanische Badmintonspielerin
- 1985: Gaël Clichy, französischer Fußballspieler
- 1986: Panagiotis Kone, griechisch-albanischer Fußballspieler
- 1986: Swann Oberson, Schweizer Schwimmerin
- 1987: Evelina Sašenko, polnisch-litauische Jazz- und Popsängerin
- 1988: Diego Perotti, argentinischer Fußballspieler
- 1989: Luis Weiß, deutscher Musikproduzent, Jazz- und Kirchenmusiker
- 1989: Tomáš Zmoray, slowakischer Skispringer
- 1990: Jesús Herrada, spanischer Radrennfahrer
- 1990: Älichan Qaranejew, kasachischer Billardspieler
- 1990: Isabell Roch, deutsche Handballspielerin
- 1991: Jóan Símun Edmundsson, färöischer Fußballspieler
- 1991: Alice Isaaz, französische Schauspielerin

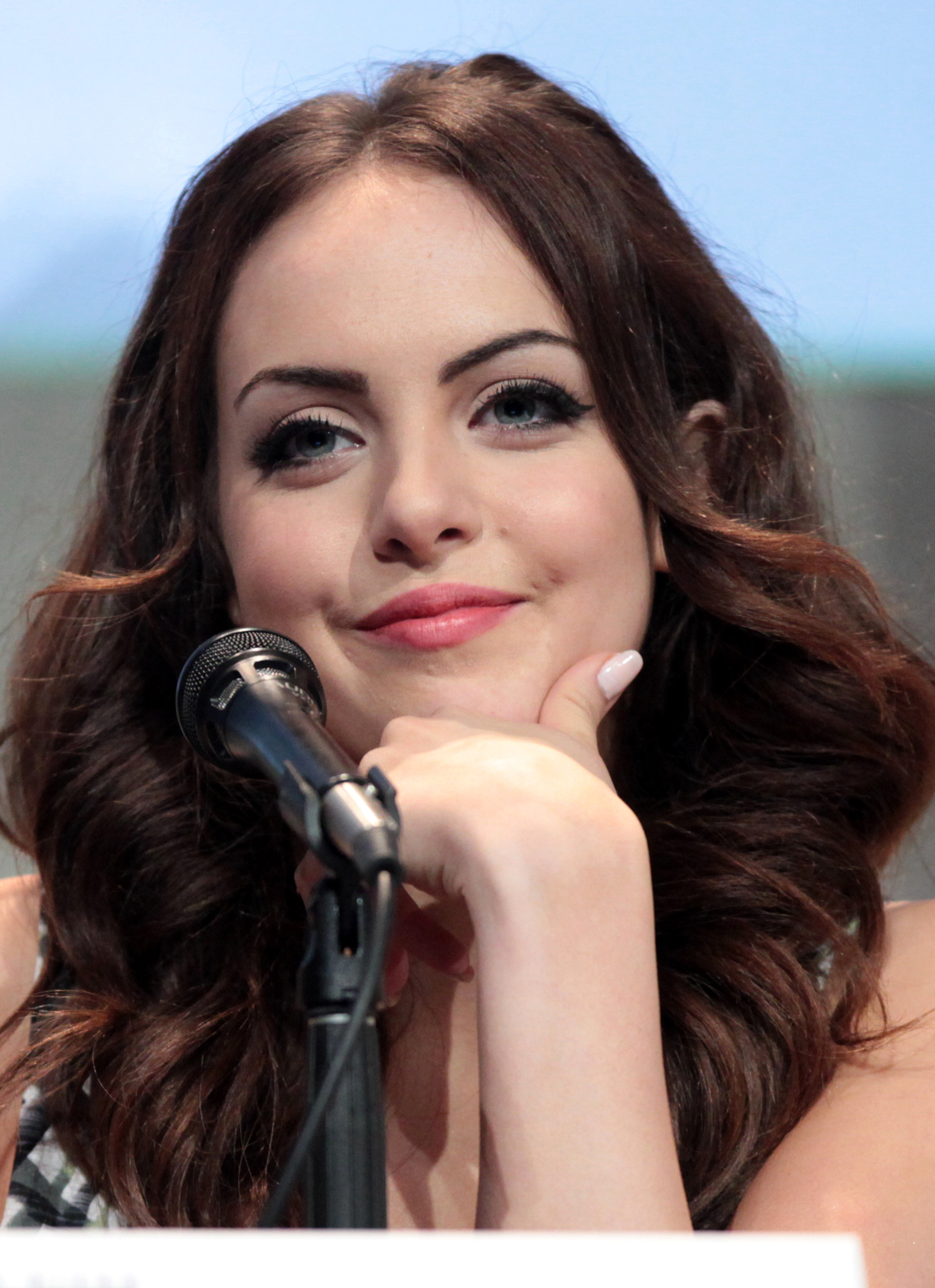
Elizabeth Gillies (* 1993)

- 1993: Elizabeth Gillies, US-amerikanische Schauspielerin
- 1993: Sophie Koch (* 1993), deutsche Politikerin (SPD)
- 1993: Taylor Momsen, US-amerikanische Schauspielerin
- 1993: Stormzy, britischer Musiker
- 1993: Caleb Stanko, US-amerikanischer Fußballspieler
- 1993: Borys Taschtschy, ukrainischer Fußballspieler
- 1993: Danny van Poppel, niederländischer Radrennfahrer
- 1994: Shawn Dingilius-Wallace, palauischer Schwimmer
- 1995: Jole Galli, italienische Skirennläuferin und Freestyle-Skierin
- 1996: Carla Sénéchal, französische Bobfahrerin
- 1998: Yannis Voisard, Schweizer Radrennfahrer
- 2000: Madison Hoffman, australische Skirennläuferin
- 2000: Lataisi Mwea, kiribatischer Leichtathlet

### 21. Jahrhundert
- 2003: Can Öncü, türkischer Motorradrennfahrer
- 2003: Deniz Öncü, türkischer Motorradrennfahrer
- 2003: Jewgeni Semenenko, russischer Eiskunstläufer
- 2004: Dilano van ’t Hoff, niederländischer Automobilrennfahrer

## Gestorben

### Vor dem 16. Jahrhundert
- 0796: Offa von Mercien, angelsächsischer König
- 0811: Nikephoros I., byzantinischer Kaiser
- 1158: Gottfried VI., Graf von Anjou
- 1184: Gozmar III., Graf von Ziegenhain
- 1184: Heinrich I., Graf von Schwarzburg

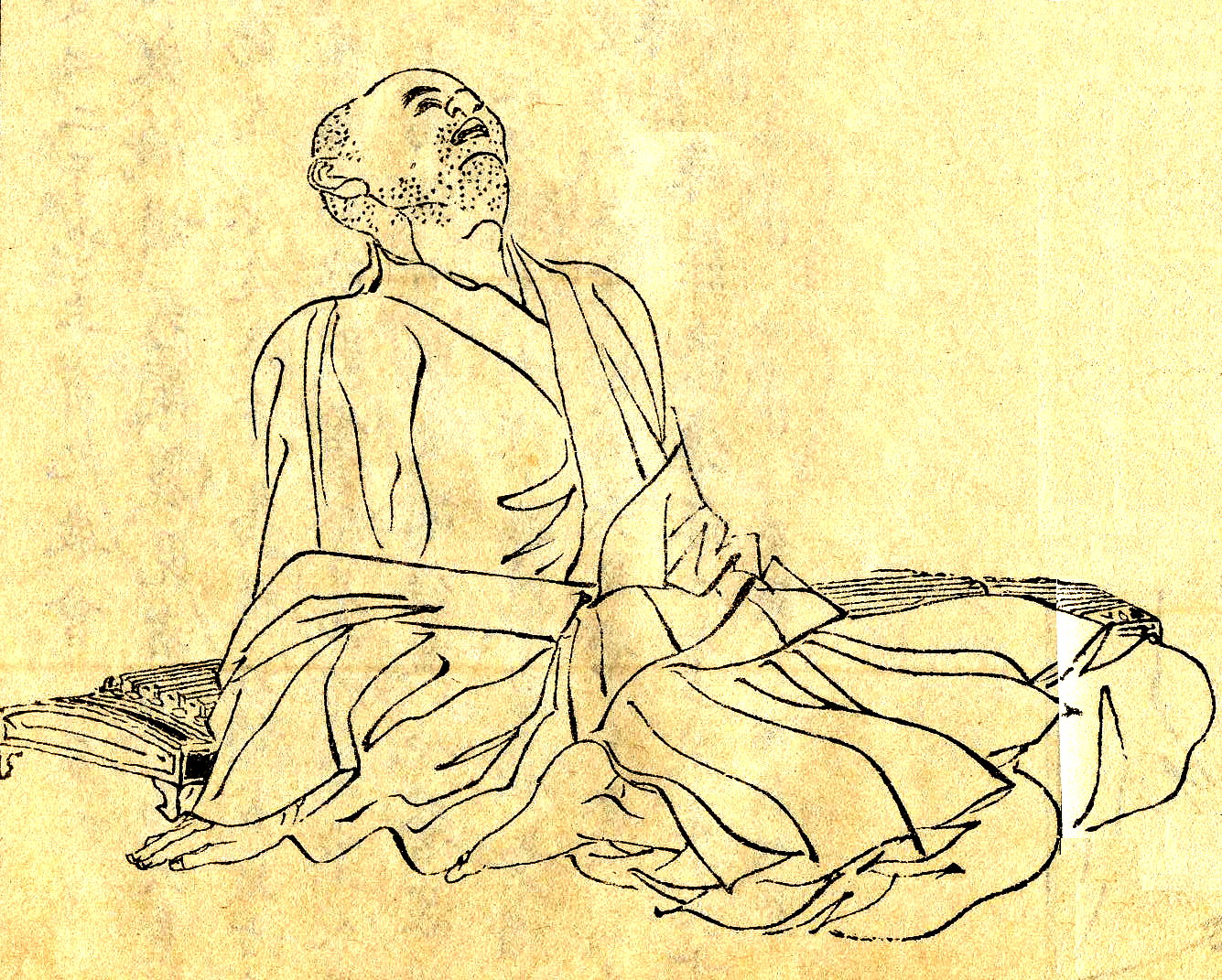
Kamo no Chōmei († 1216)

- 1216: Kamo no Chōmei, japanischer buddhistischer Mönch und Dichter
- 1233: Wilbrand von Oldenburg, Bischof von Paderborn und Bischof von Utrecht
- 1296: Heinrich II. von Rotteneck, Bischof von Regensburg
- 1318: Nikolaus I., Begründer des Herzogtums Troppau
- 1323: Aymon de Châtillon, Bischof von Sitten
- 1342: Withego II. von Colditz, Bischof von Meißen
- 1368: Nicola Capocci, italienischer Kardinal
- 1368: Ulrich I., Graf von Cilli
- 1371: Rudolf von Sachsenhausen, Ritter, Ministerialer und Stadtschultheiß von Frankfurt am Main

- 1380: Kōmyō, japanischer Kaiser

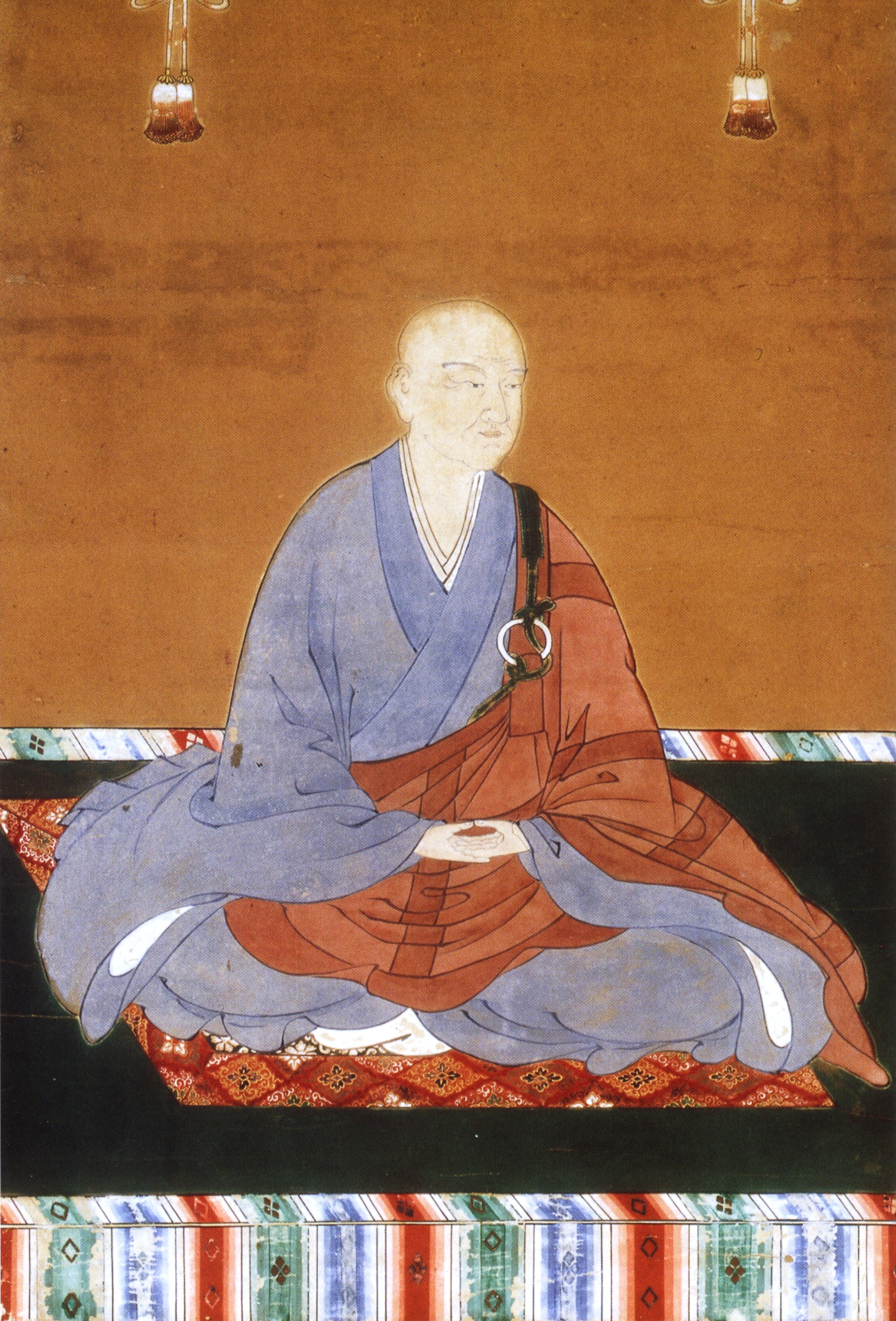
Kōmyō († 1380)

- 1397: Erich, Herzog zu Mecklenburg
- 1405: Antonio Arcioni, italienischer Bischof und Kardinal

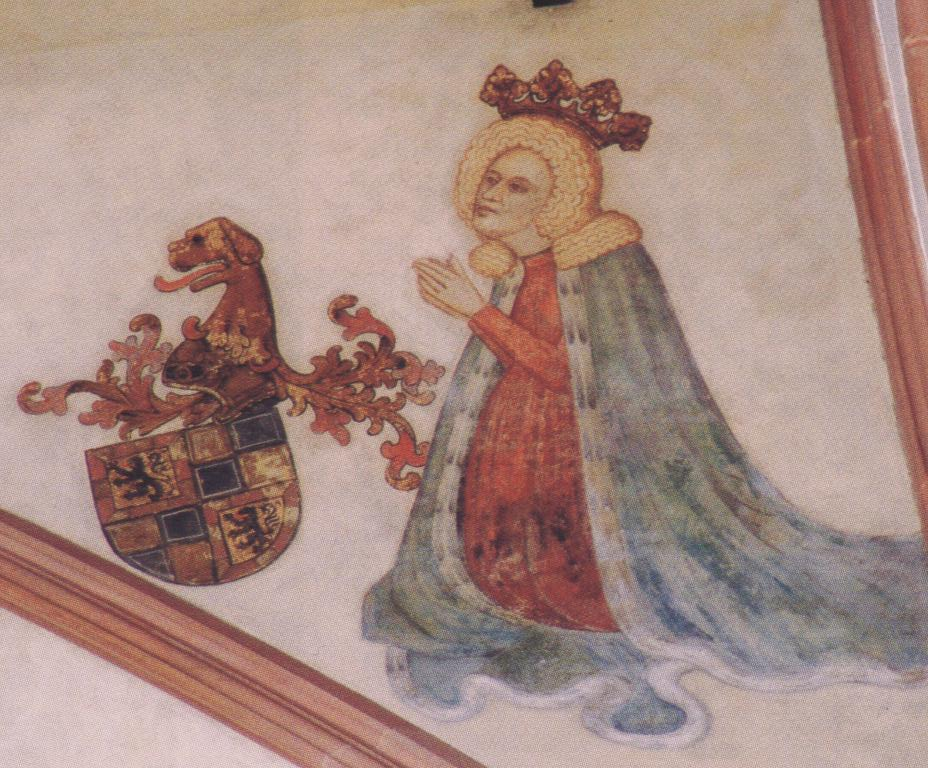
Elisabeth von Hohenzollern-Nürnberg († 1411)

- 1411: Elisabeth von Hohenzollern-Nürnberg, römisch-deutsche Königin
- 1426: Adolf II., Graf von Nassau-Wiesbaden-Idstein
- 1469: Henry Dwnn, walisischer Adeliger und Militär
- 1471: Paul II., Papst
- 1492: Heinrich IV. von Absberg, Bischof von Regensburg

### 16. /17. Jahrhundert
- 1506: Anne de Foix-Candale, Königin von Ungarn
- 1511: Johann von Limburg-Broich, Graf von Limburg und Herr zu Broich

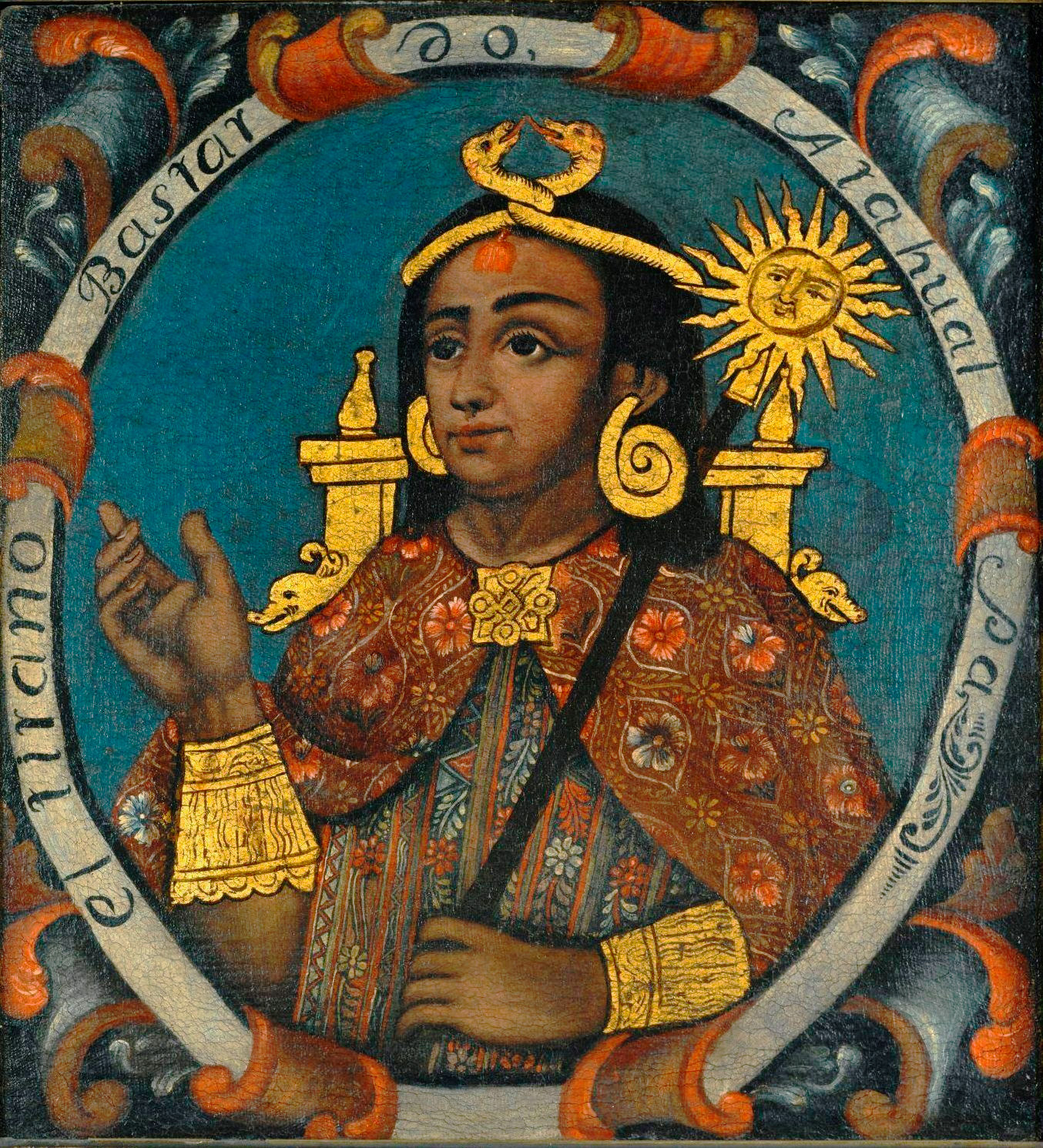
Atahualpa († 1533)

- 1533: Atahualpa, letzter Herrscher des Inkareiches
- 1538: George Talbot, 4. Earl of Shrewsbury, englischer Adeliger
- 1552: Johannes Gast, Schweizer evangelischer Geistlicher
- 1557: Angelus Merula, niederländischer Reformator und evangelischer Märtyrer
- 1595: Augustin Cranach, deutscher Maler
- 1608: Pablo de Céspedes, spanischer Maler, Bildhauer, Architekt und Schriftsteller
- 1625: Johannes Piscator, deutscher Professor und reformierter Theologe
- 1630: Karl Emanuel I., Herzog von Savoyen
- 1631: Vratislav Eusebius von Pernstein, böhmisch-mährischer Adliger und Militärführer
- 1638: Martin Neuffer, deutscher Jurist
- 1644: Clas Larsson Fleming, schwedischer Admiral
- 1684: Elena Lucrezia Cornaro Piscopia, italienische Philosophin und Gelehrte, erhielt als erste Frau einen Doktortitel

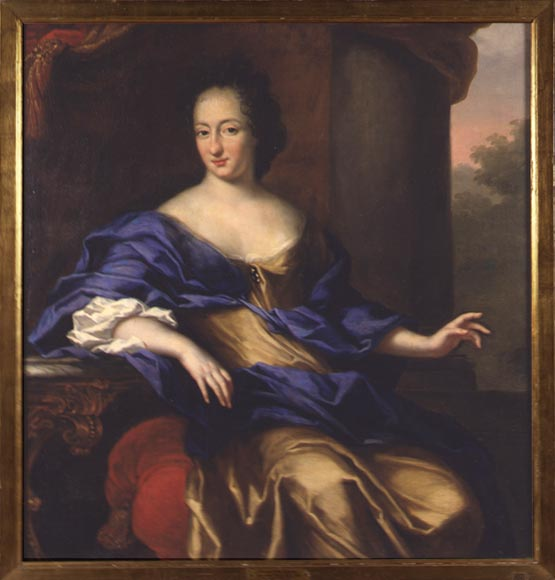
Ulrike Eleonore von Dänemark († 1693)

- 1693: Ulrike Eleonore von Dänemark, Königin von Schweden

### 18. Jahrhundert
- 1703: Gérard Audran, französischer Kupferstecher

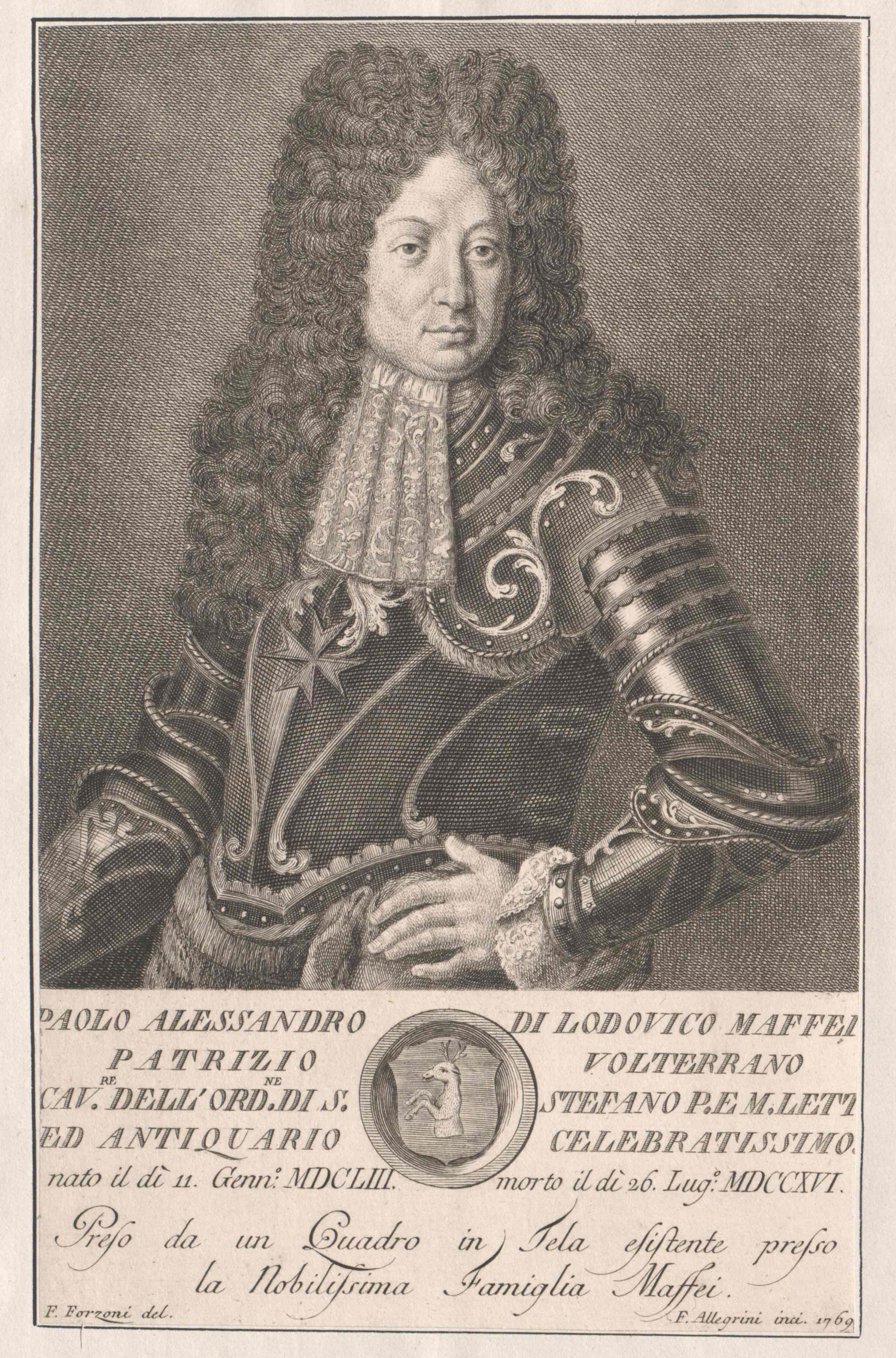
Paolo Alessandro Maffei († 1716)

- 1716: Paolo Alessandro Maffei, italienischer Schriftsteller und Antiquar
- 1719: Hyacinth Petit, deutscher Weihbischof
- 1721: Samuel Jacobi, deutscher Kantor und Komponist
- 1721: Godefroy Maurice de La Tour d’Auvergne, Herzog von Bouillon, Pair und Großkammerherr von Frankreich
- 1728: Paolo De Matteis, italienischer Maler
- 1728: John Freind, englischer Arzt
- 1731: Johann Ernst von Löwenstein-Wertheim-Rochefort, Bischof von Tournai
- 1741: Jakob Maximilian von Thun und Hohenstein, Bischof von Gurk
- 1741: Wilhelm Heinrich, Herzog von Sachsen-Eisenach
- 1746: Friedrich Karl von Schönborn-Buchheim, Fürstbischof von Würzburg und Bamberg sowie Reichsvizekanzler
- 1750: Wassili Nikititsch Tatischtschew, russischer Staatsmann, Historiker, Geograph und Ethnograph

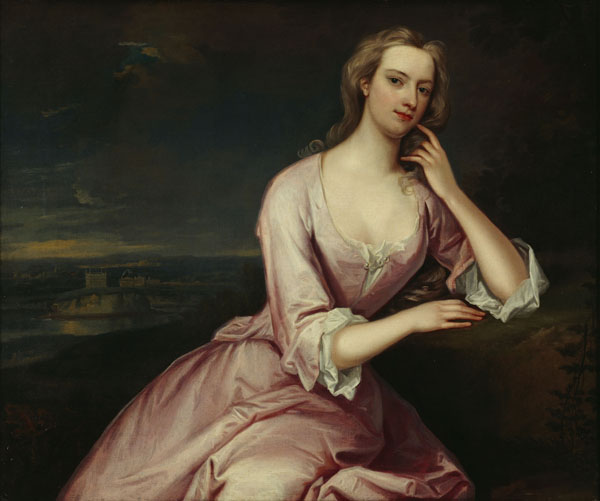
Henrietta Howard, Countess of Suffolk († 1767)

- 1767: Henrietta Howard, Countess of Suffolk, englische Hofdame und Mätresse von König George II.
- 1767: Paul Gottlieb Werlhof, deutscher Arzt und Dichter
- 1776: Benedicta Margareta von Löwendal, deutsche Unternehmerin
- 1778: Philipp Ernst Wegmann, deutscher Orgelbauer
- 1779: Friedrich Wilhelm Adolph Biefer, deutscher Pietist
- 1784: Johann Anton Tischbein, deutscher Maler

### 19. Jahrhundert

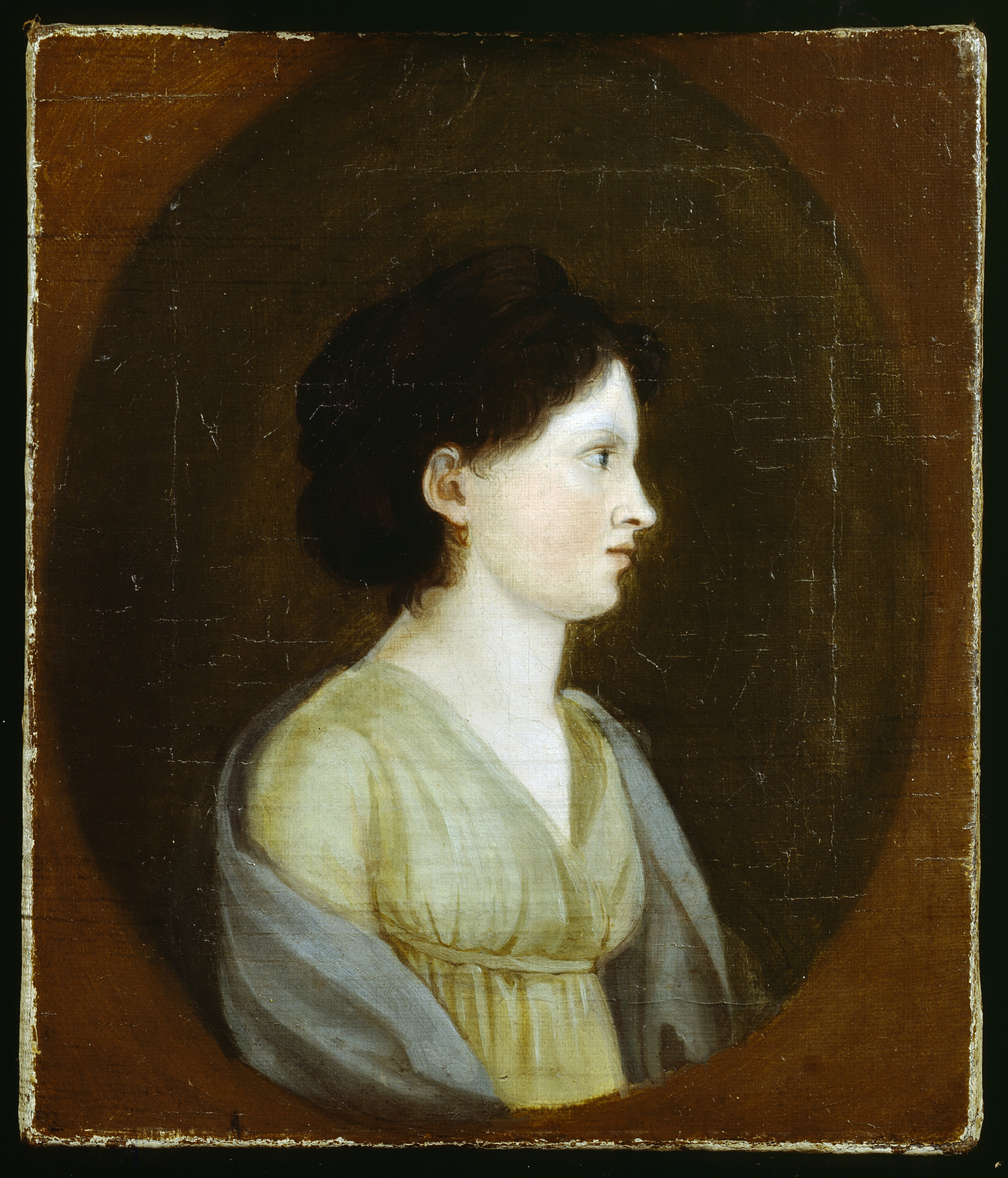
Karoline von Günderrode († 1806)

- 1806: Karoline von Günderrode, deutsche Dichterin der Romantik
- 1816: Johan Nordahl Brun, norwegischer Bischof und Dichter

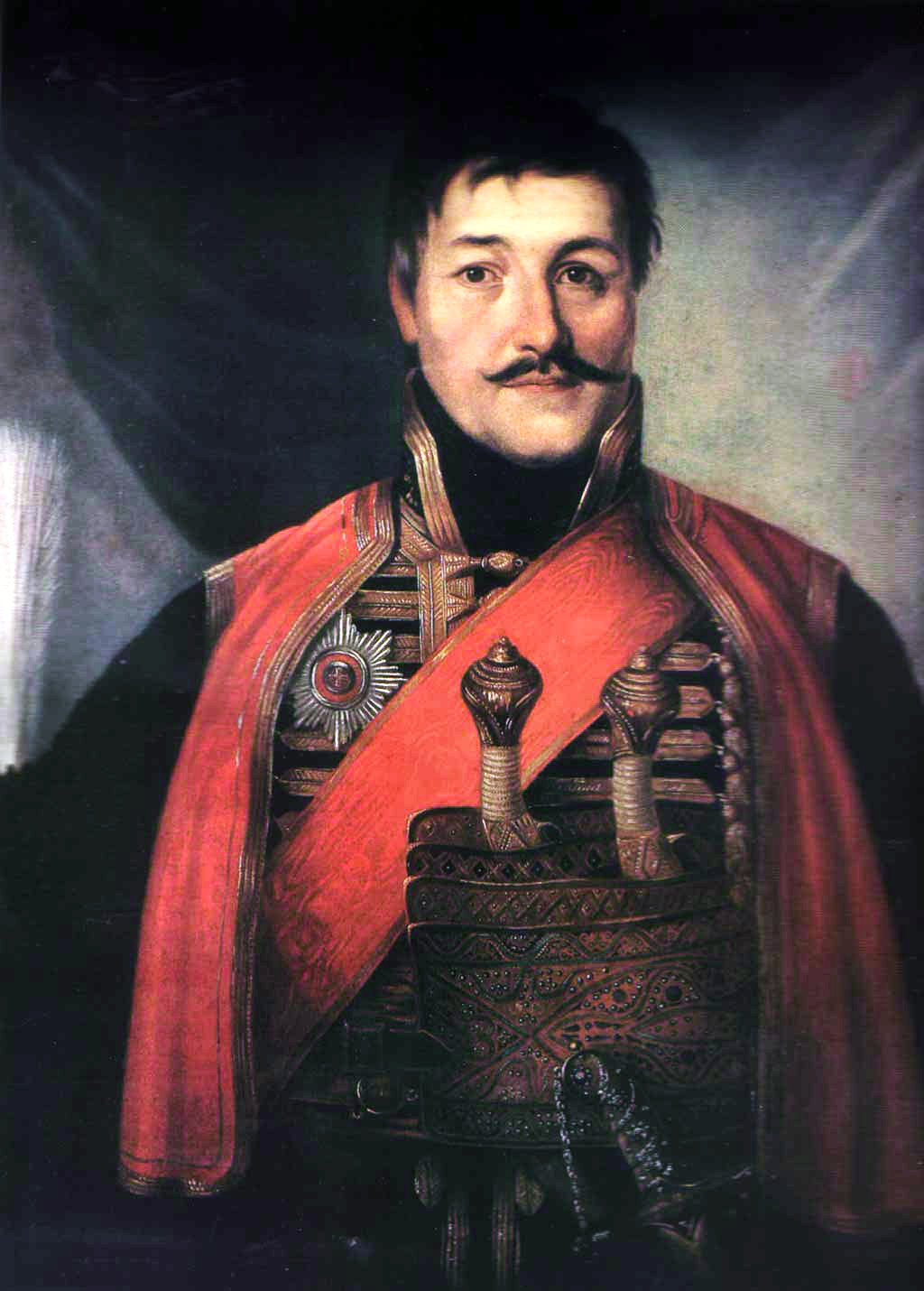
Karađorđe († 1817)

- 1817: Karađorđe, Anführer des Ersten Serbischen Aufstands von 1804 bis 1813
- 1823: Wilhelm Thierry, deutscher Maler, Radierer und Architekt
- 1829: Kilian Ponheimer der Jüngere, österreichischer Maler und Kupferstecher
- 1842: Michael Friedrich Erdmann Heym, deutscher Bürgermeister und Landesältester der Niederlausitz
- 1846: Paul Ackermann, französischer Sprachwissenschaftler und Schriftsteller
- 1848: Heinrich Schmelen, namibischer Gründer der Missionsstation Bethanien in Südwest-Afrika
- 1848: Johann Georg August Wirth, deutscher Jurist, Schriftsteller und Politiker
- 1851: Ernst Friedrich Köhler, deutscher lutherischer Geistlicher
- 1853: Maximilian Thomas von Aicher, bayerischer Offizier
- 1855: August Ludwig Diemer, deutscher Rechtsgelehrter
- 1863: John J. Crittenden, US-amerikanischer Politiker
- 1863: Sam Houston, US-amerikanischer Politiker und General
- 1864: Leonz Gugger, Schweizer Politiker
- 1864: Friedrich Ludwig Haarmann, Gründer der ersten deutschen Baugewerkschule
- 1866: Ernst Helbig, deutscher Harzmaler und Wernigeröder Hofmaler

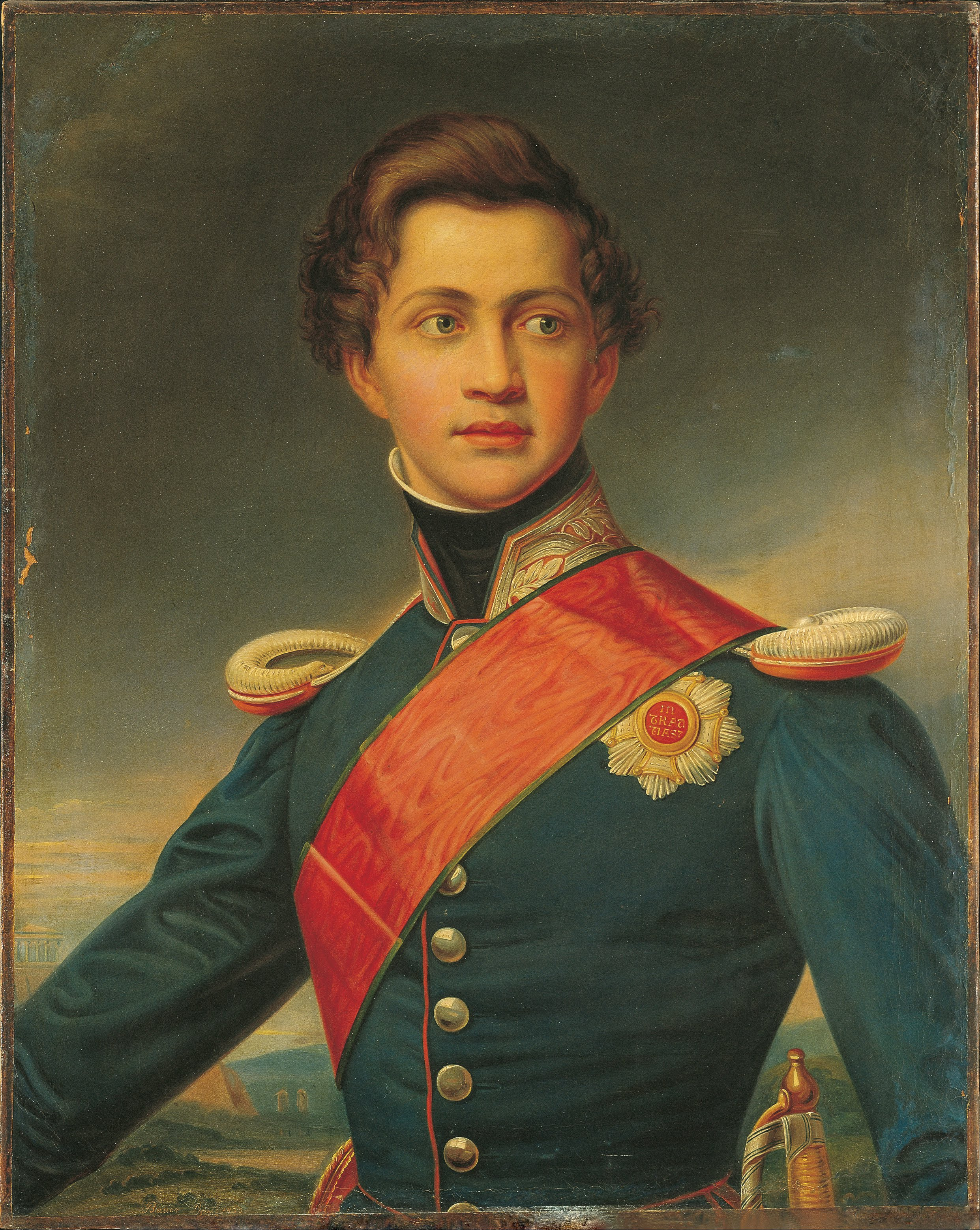
Otto I. († 1867)

- 1867: Otto I., bayerischer Prinz und König von Griechenland
- 1872: Michele Carafa, italienischer Opernkomponist
- 1876: Karl Uschner, deutscher Übersetzer antiker Dichtungen
- 1877: Nehemiah Abbott, US-amerikanischer Rechtsanwalt und Politiker, Mitglied des US-Repräsentantenhauses für den Bundesstaat Maine
- 1877: Léon Saunier, deutscher Verleger und Buchhändler
- 1881: August von Sachsen-Coburg und Gotha, Herzog von Sachsen-Coburg-Koháry
- 1881: George Borrow, britischer Schriftsteller
- 1881: Charles Colin, französischer Oboist, Organist, Musikpädagoge und Komponist
- 1883: William Fenwick Williams, britischer General und Gouverneur von Gibraltar

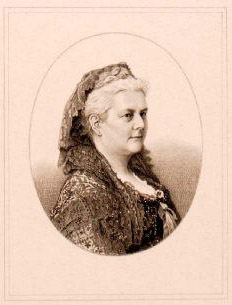
Louise Aglaé Massart († 1887)

- 1887: Louise Aglaé Massart, französische Pianistin, Musikpädagogin und Komponistin
- 1889: Hans Tappenbeck, deutscher Offizier und Afrikaforscher

### 20. Jahrhundert

#### 1901–1950
- 1902: Charles Kendall Adams, US-amerikanischer Historiker und Hochschullehrer
- 1902: Moritz Guggenheimer, deutscher Bankier
- 1903: Lina Sandell-Berg, schwedische Dichterin
- 1912: Alexander Alexandrowitsch von Bilderling, russischer General

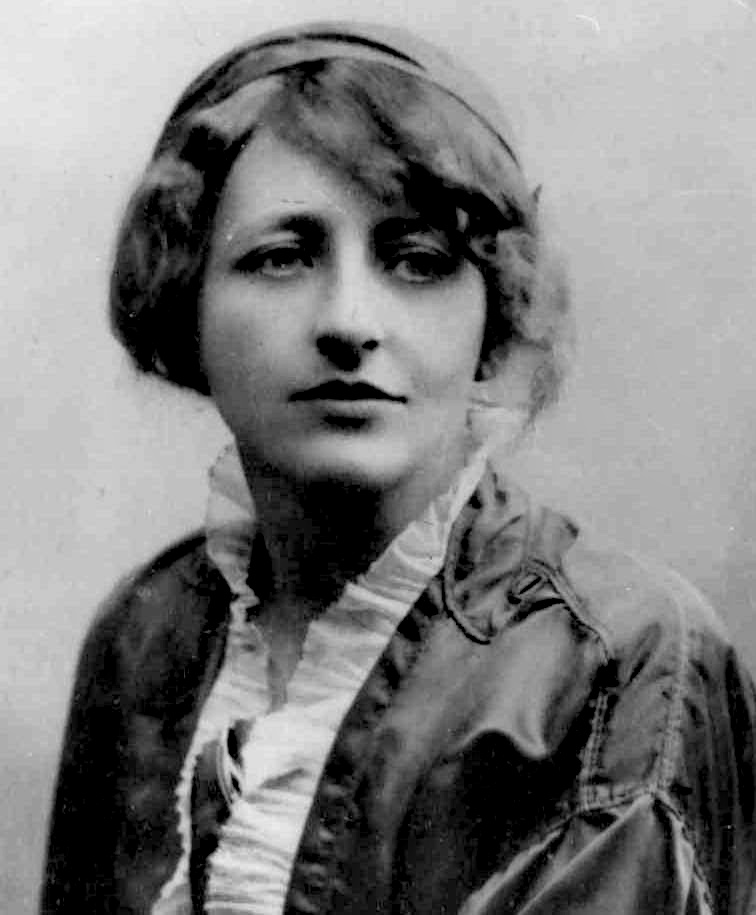
Fanny zu Reventlow († 1918)

- 1918: Franziska zu Reventlow, deutsche Schriftstellerin
- 1925: William Jennings Bryan, US-amerikanischer Politiker, Gegner des Darwinismus
- 1925: Emil Eichhorn, deutscher Elektromonteur und Politiker sowie Polizeipräsident von Berlin
- 1925: Gottlob Frege, deutscher Mathematiker, Logiker und Philosoph
- 1925: Bernhard Naunyn, deutscher Internist und Krebsforscher
- 1926: Ella Adaïewsky, russische Pianistin und Komponistin
- 1926: Robert Todd Lincoln, US-amerikanischer Politiker
- 1927: Max Albermann, deutscher Kommunalpolitiker
- 1934: William F. Kirby, US-amerikanischer Politiker
- 1934: Winsor McCay, US-amerikanischer Karikaturist und Comiczeichner
- 1935: Gil Andersen, norwegisch-US-amerikanischer Ingenieur, Automobilrennfahrer und Automobilmanager
- 1935: Käthe Paulus, erste deutsche Berufsluftschifferin, Luftakrobatin und Erfinderin des zusammenlegbaren Fallschirms
- 1937: Ernst von Delius, deutscher Automobilrennfahrer
- 1937: Aldo Pigorini, italienischer Motorradrennfahrer
- 1937: Gerda Taro, deutsche Fotografin
- 1938: Daisy Greville, Countess of Warwick, britische High-Society-Lady und Mätresse

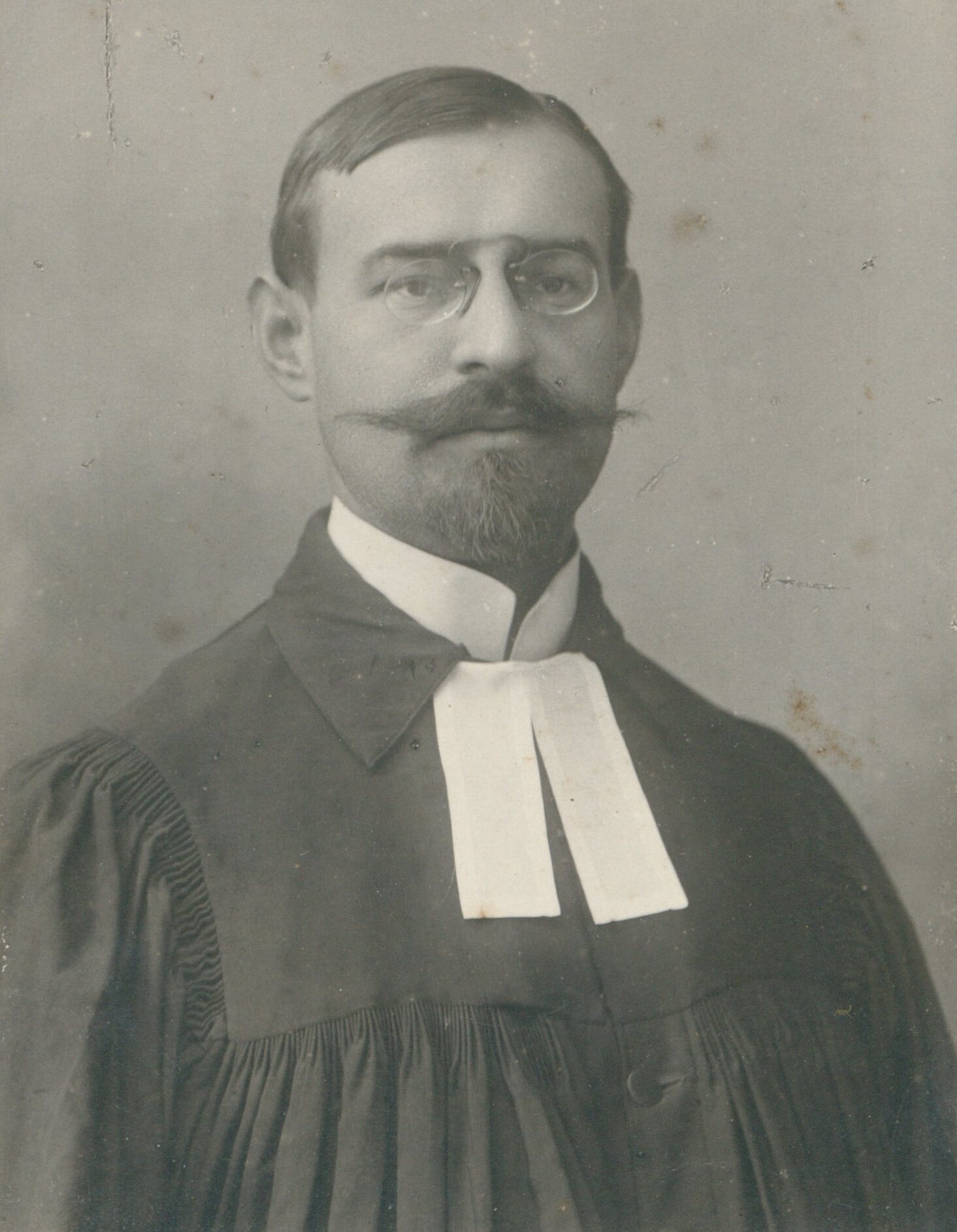
Edmund Bursche († 1940)

- 1940: Edmund Bursche, polnischer evangelischer Theologe, Kirchenhistoriker und Pfarrer
- 1940: Kurt Kluge, deutscher Maler, Bildhauer und Dichter
- 1941: Henri Léon Lebesgue, französischer Mathematiker
- 1941: Josephine Siebe, deutsche Schriftstellerin
- 1941: Benjamin Lee Whorf, US-amerikanischer Linguist
- 1942: Roberto Arlt, argentinischer Erzähler, Dramatiker und Journalist
- 1942: Georg Pick, österreichischer Mathematiker
- 1943: Karl Adam, deutscher Jurist und Kreishauptmann
- 1943: Luis Barros Borgoño, chilenischer Politiker
- 1944: Hubert Materlik, deutscher Politiker, Widerstandskämpfer gegen den Nationalsozialismus
- 1944: Reza Schah Pahlavi, iranischer General und Politiker, Schah von Persien
- 1946: Heinrich Andergassen, österreichischer SS-Offizier, Kriegsverbrecher
- 1947: Wilhelm Lobsien, deutscher Schriftsteller
- 1949: Otto von Mendelssohn Bartholdy, deutscher Bankier und Industrieller
- 1950: Charlie McCoy, US-amerikanischer Blues-Gitarrist, Sänger und Mandolinen-Spieler

#### 1951–2000
- 1952: Léon Molon, französischer Flugpionier und Automobilrennfahrer

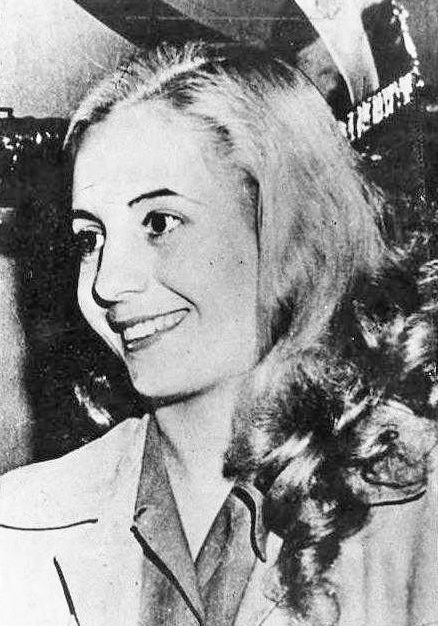
Eva Perón († 1952)

- 1952: Eva Perón, argentinische Politikerin
- 1953: Abel Santamaría, kubanischer Revolutionär
- 1954: Marius Sturza, Siebenbürger Mediziner und Balneologe
- 1955: Wilhelm Hammann, deutscher Widerstandskämpfer
- 1955: Karl-Albrecht Tiemann, deutscher Philologe, Opfer der DDR-Justiz
- 1956: Miguel Bernal Jiménez, mexikanischer Komponist, Organist, Pädagoge und Musikwissenschaftler
- 1958: Fernand Alfred Désiré Augereau, französischer Radrennfahrer
- 1958: Siegfried Passarge, deutscher Geograph
- 1958: Peter Wackernagel, deutscher Regisseur und Intendant
- 1960: Cedric Gibbons, US-amerikanischer Artdirector, Entwerfer der Oscarskulptur
- 1960: Váša Příhoda, tschechischer Geiger
- 1962: Kurt Aßmann, deutscher Marineoffizier
- 1962: Raquel Meller, spanische Sängerin und Filmschauspielerin
- 1963: Arno Hennig, deutscher Politiker
- 1964: Francis Curzon, 5. Earl Howe, britischer Offizier, Politiker und Automobilrennfahrer
- 1964: William A. Seiter, US-amerikanischer Filmregisseur
- 1964: Karl Senn, österreichischer Organist und Komponist
- 1967: Matthijs Vermeulen, niederländischer Komponist und Musikjournalist
- 1969: Léon Dernier, belgischer Automobilrennfahrer
- 1969: Walter Reppe, deutscher Chemiker
- 1971: Diane Arbus, US-amerikanische Fotografin
- 1972: Joop Boutmy, niederländischer Fußballspieler

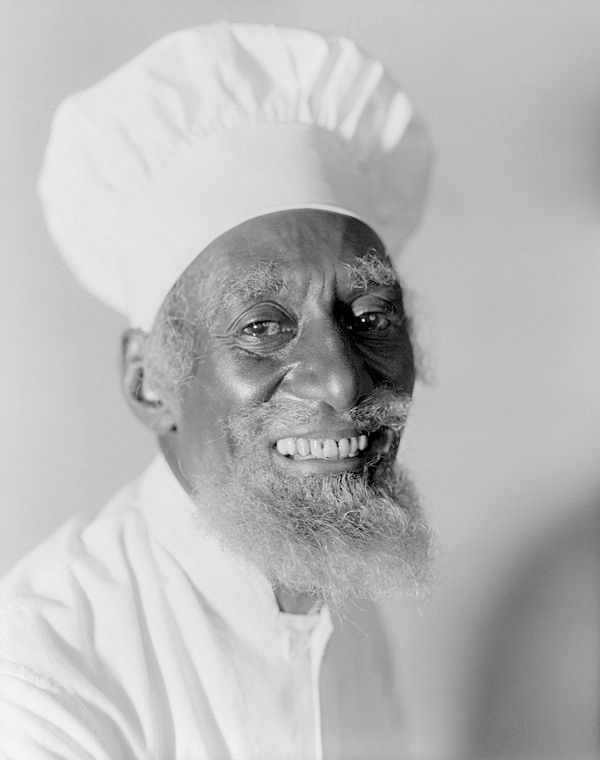
Leigh Whipper († 1975)

- 1975: Leigh Whipper, US-amerikanischer Schauspieler
- 1978: Herman Carl Andersen, US-amerikanischer Politiker
- 1978: Mary Blair, US-amerikanische Künstlerin
- 1980: Federico Munerati, italienischer Fußballspieler und -trainer
- 1983: Adolf Exeler, deutscher Pastoraltheologe und Pfarrer
- 1983: Charlie Rivel, spanischer Clown
- 1984: Ed Gein, US-amerikanischer Serienmörder
- 1985: Heinrich Litinski, polnisch-russischer Komponist und Hochschullehrer

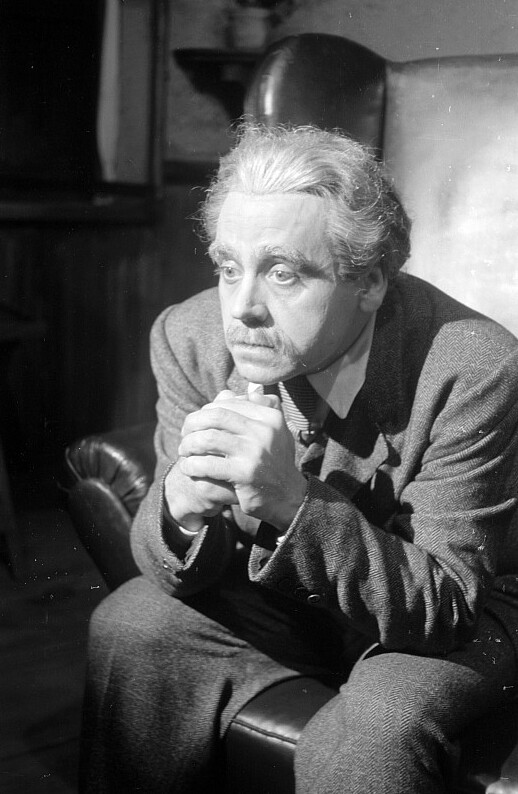
Walter Richter († 1985)

- 1985: Walter Richter, deutscher Schauspieler
- 1990: Hans Aebli, Schweizer Pädagoge
- 1990: Giorgio Scarlatti, italienischer Automobilrennfahrer
- 1991: Craig Siebert, US-amerikanischer Automobilrennfahrer
- 1991: Maria Treben, österreichische Kräuterkundige und Autorin
- 1992: Rita Atria, italienische Informantin der Justiz
- 1993: Marcellite Garner, US-amerikanische Synchronsprecherin
- 1993: Juri Abramowitsch Lewitin, ukrainisch-russischer Komponist
- 1994: Heinrich Drake, deutscher Bildhauer
- 1994: Ernst Schröder, deutscher Schauspieler
- 1994: Terry Scott, britischer Schauspieler und Komiker
- 1995: Heinrich Heesch, deutscher Mathematiker
- 1995: Boy Lornsen, deutscher Bildhauer und Schriftsteller
- 1996: Heriberto Herrera, paraguayisch-spanischer Fußballspieler und -trainer
- 1997: Kodaira Kunihiko, japanischer Mathematikprofessor
- 2000: Günther Hennerici, deutscher Unternehmer und Motorsport-Teamchef
- 2000: John Wilder Tukey, US-amerikanischer Statistiker

### 21. Jahrhundert
- 2001: Peter von Zahn, deutscher Rundfunk- und Fernsehjournalist
- 2002: Tony Anholt, britischer Schauspieler
- 2002: Jutta Hecker, deutsche Schriftstellerin

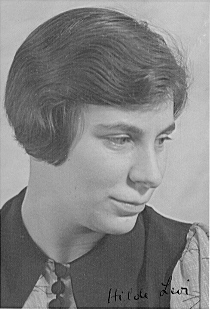
Hilde Levi († 2003)

- 2003: Hilde Levi, deutsch-dänische Physikerin
- 2004: Peter Herzog, deutscher Schauspieler
- 2005: Ivor Arbiter, britischer Instrumentenbauer
- 2005: Mario David, italienischer Fußballspieler und -trainer
- 2006: Tatiana von Metternich-Winneburg, deutsche Malerin, Schriftstellerin und Mäzenin russischer Herkunft
- 2006: Vojtech Zamarovský, slowakischer Historiker, Schriftsteller und Übersetzer
- 2009: Traugott Buhre, deutscher Schauspieler
- 2009: Merce Cunningham, US-amerikanischer Tänzer und Choreograf
- 2010: Brigitte Schwaiger, österreichische Schriftstellerin
- 2011: Jacques Fatton, Schweizer Fußballspieler
- 2011: Erika Wagner, deutsche Politikerin, MdL
- 2011: Karl Wald, deutscher Fußballschiedsrichter und Erfinder des Elfmeterschießens

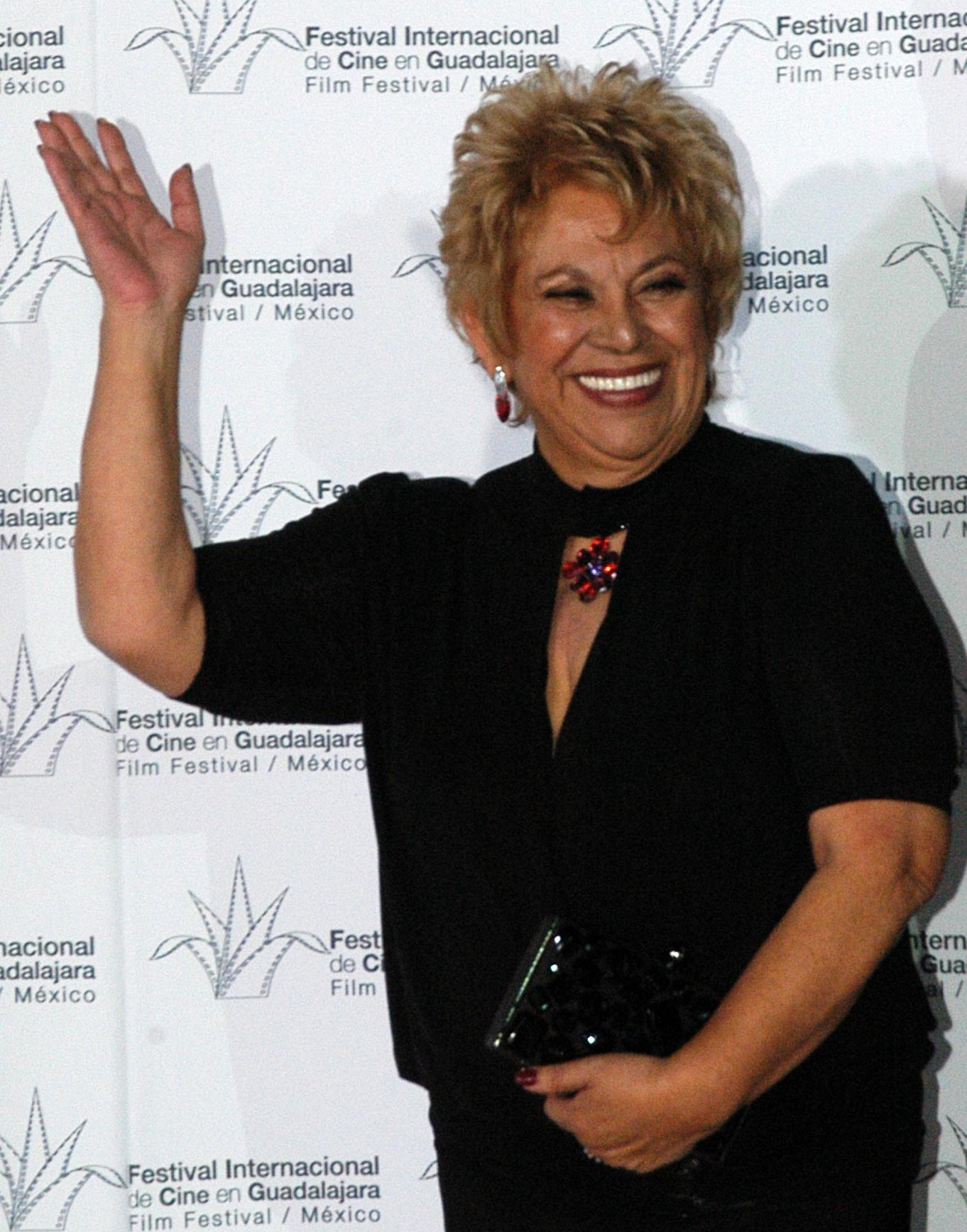
Lupe Ontiveros († 2012)

- 2012: Lupe Ontiveros, US-amerikanische Schauspielerin
- 2012: Franz West, österreichischer bildender Künstler
- 2013: Şəfiqə Axundova, aserbaidschanische Komponistin
- 2013: J. J. Cale, US-amerikanischer Musiker und Komponist
- 2013: Rolf Haufs, deutscher Schriftsteller und Dichter
- 2015: Bobbi Kristina Brown, US-amerikanische Sängerin und Schauspielerin
- 2016: Hiroko Nakamura, japanische Pianistin
- 2017: Paul Angerer, österreichischer Dirigent, Bratschist, Komponist und Radiomoderator
- 2017: Constantin Heereman von Zuydtwyck, deutscher Agrarpolitiker
- 2017: Waldram Hollfelder, deutscher Musikwissenschaftler und Komponist
- 2017: Leo Kinnunen, finnischer Automobilrennfahrer
- 2018: Berit Nøkleby, norwegische Historikerin, Biografin und Übersetzerin
- 2019: Christian Stadelmann, deutscher Geiger
- 2020: Olivia de Havilland, britisch-amerikanische Filmschauspielerin, Oscarpreisträgerin
- 2020: Hans-Jochen Vogel, deutscher Politiker
- 2021: Albert Bandura, kanadischer Psychologe
- 2021: George De Peana, guyanischer Leichtathlet und Gewerkschafter
- 2021: Joey Jordison, US-amerikanischer Schlagzeuger
- 2021: Subramaniam Narayan, indischer Fußballtorwart
- 2021: Ivan Toplak, jugoslawischer Fußballspieler und -trainer
- 2022: Klaus Barner, deutscher Schauspieler und Hörspielsprecher
- 2022: Jannette Burr, US-amerikanische Skirennläuferin
- 2022: Iosif Culineac, rumänischer Wasserballspieler
- 2022: James Lovelock, britischer Chemiker, Mediziner und Biophysiker
- 2022: Uri Orlev, polnisch-israelischer Schriftsteller
- 2022: William Phillips, australischer Wasserballspieler
- 2023: Roger Dorchy, französischer Automobilrennfahrer
- 2023: Randy Meisner, US-amerikanischer Rock-Musiker
- 2023: Sinéad O’Connor, irische Sängerin
- 2023: Martin Walser, deutscher Schriftsteller
- 2024: Erwin Stein, deutscher Fußballspieler

## Feier- und Gedenktage
- Kirchliche Gedenktage
  - Louise Scheppler, elsässische Wohltäterin (evangelisch)

- Namenstage
  - Achim, Anita, Anja, Anna, Annette, Grażyna, Joachim (anglikanisch, katholisch)

Weitere Einträge enthält die Liste von Gedenk- und Aktionstagen.